# Hambacher Fest

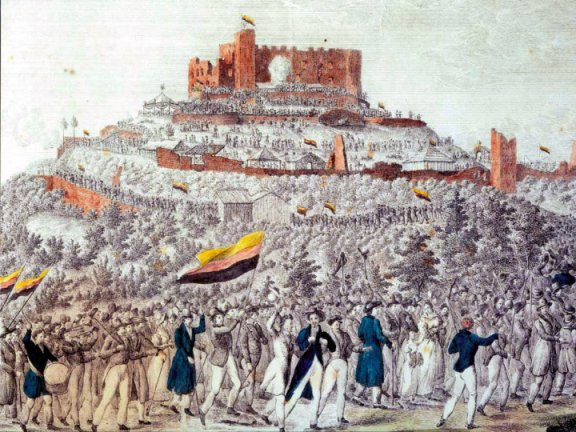
Der Zug zum Hambacher Schloss. Die teilkolorierte Federzeichnung von 1832 zeigt u. a. Fahnen in Farbreihung Schwarz-Rot-Gold (von unten zu lesen).

Das Hambacher Fest war eine politische Volksversammlung und gilt als eines der bedeutendsten Ereignisse in der deutschen Demokratie- und Liberalismusgeschichte. Es fand vom 27. bis zum 30. Mai 1832 auf dem Hambacher Schloss statt. Das Schloss liegt in der Nähe von Hambach, heute Stadtteil von Neustadt an der Weinstraße. Hambach lag in der damals zum Königreich Bayern gehörigen Rheinpfalz. Das Fest galt als Höhepunkt bürgerlicher Opposition in der Zeit der Restauration und zu Beginn des Vormärz. Die Forderungen der Festteilnehmer nach nationaler Einheit, Freiheit und Volkssouveränität hatten ihre Wurzeln im Widerstand gegen die restaurativen Bemühungen des Deutschen Bundes.
Das Hambacher Fest ist im Zusammenhang mit anderen Ereignissen zu sehen, so dem Wartburgfest (1817), der französischen Julirevolution (1830), dem polnischen Novemberaufstand (1830/31), der Belgischen Revolution (1830/31), dem gleichzeitig gestarteten Gaibacher Fest (27. Mai 1832), dem ebenfalls gleichzeitig begonnenen Sandhof-Fest (27. Mai 1832), dem Nebelhöhlenfest (Anfang Juni 1832), dem Wilhelmsbader Fest (Ende Juni 1832), dem Frankfurter Wachensturm (1833) sowie schließlich der Märzrevolution (1848/49).

## Vorgeschichte

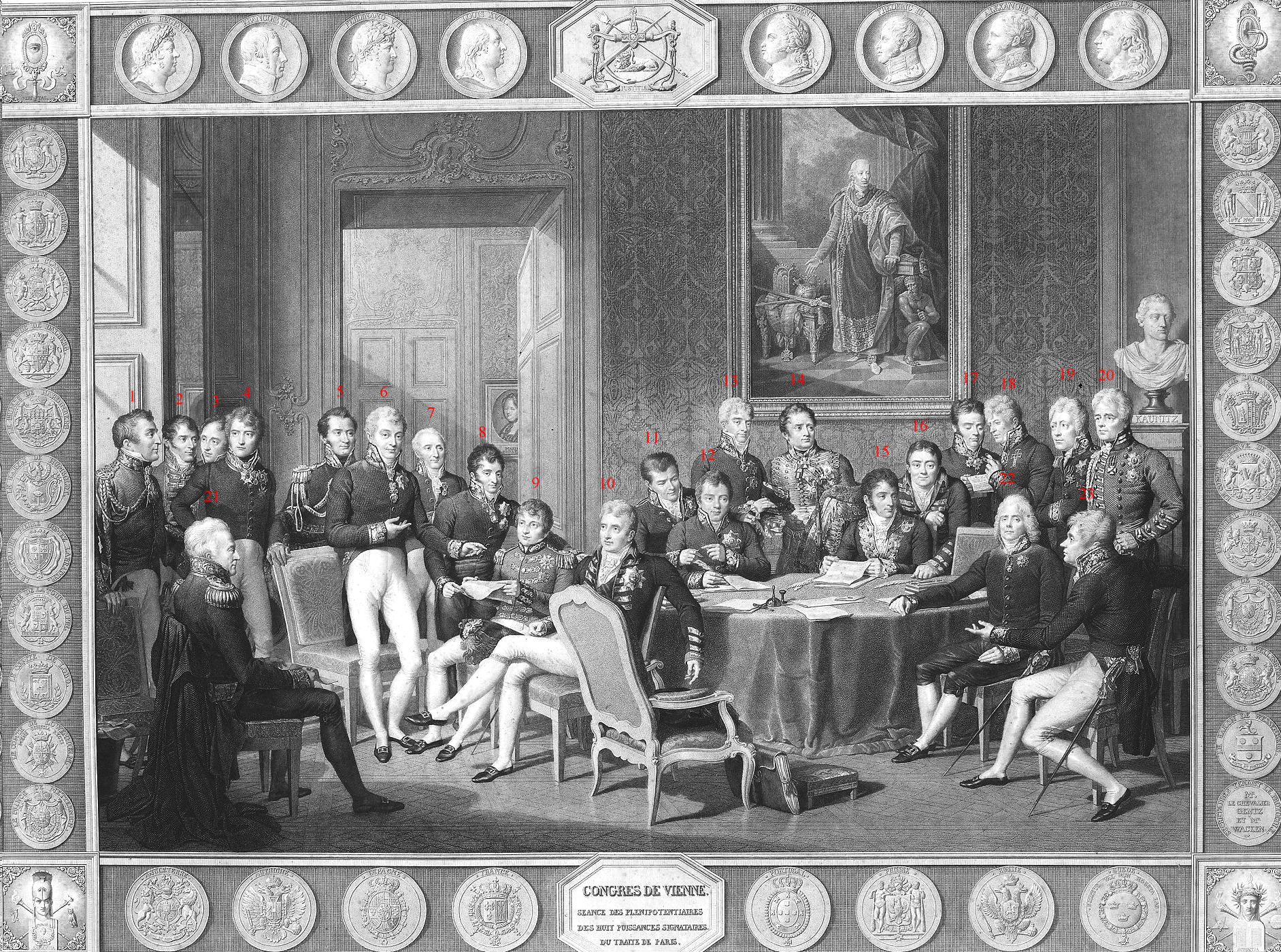
Delegierte des Wiener Kongresses in einem Kupferstich von Jean Godefroy aus dem Jahr 1819 nach einer Sepiazeichnung von Jean-Baptiste Isabey, Bild-Archiv der Österreichischen Nationalbibliothek

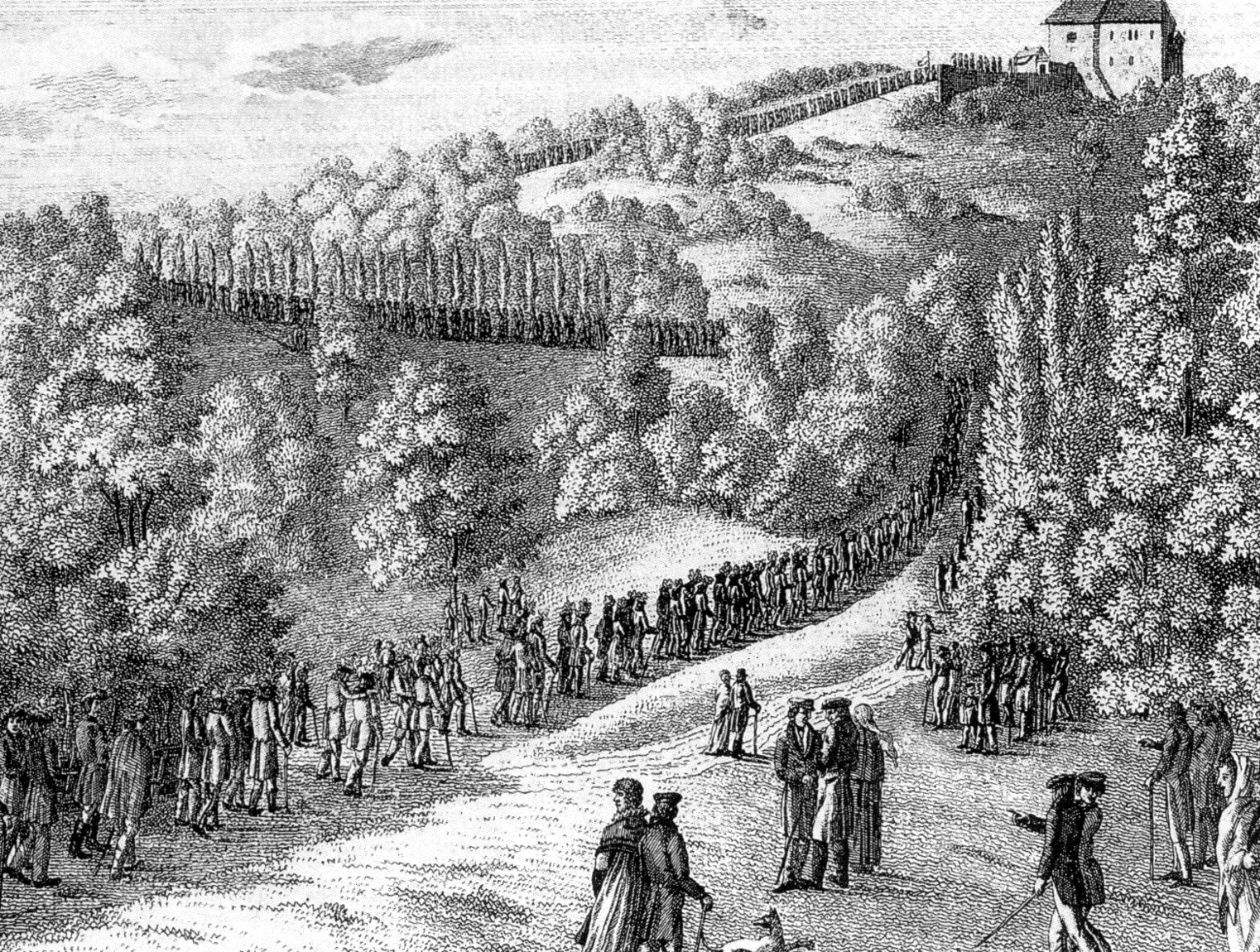
Zug der Studenten anlässlich des Wartburgfestes 1817, Radierung eines unbekannten Künstlers, Mitte 19. Jahrhundert

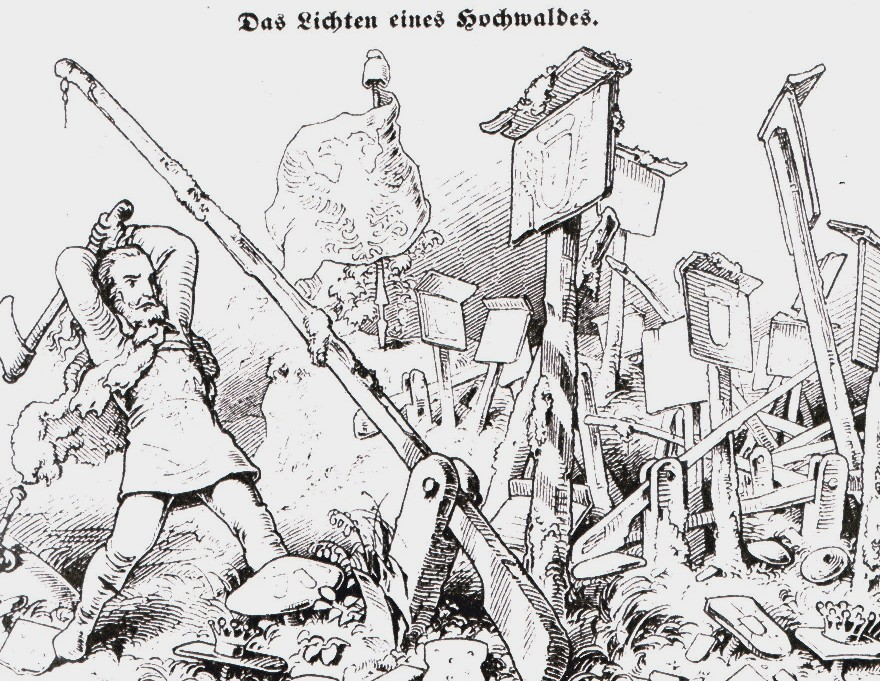
Karikatur zur Kleinstaaterei und Zollschranken, „das Lichten eines Hochwaldes“ Illustration aus Fliegende Blätter. München 1848

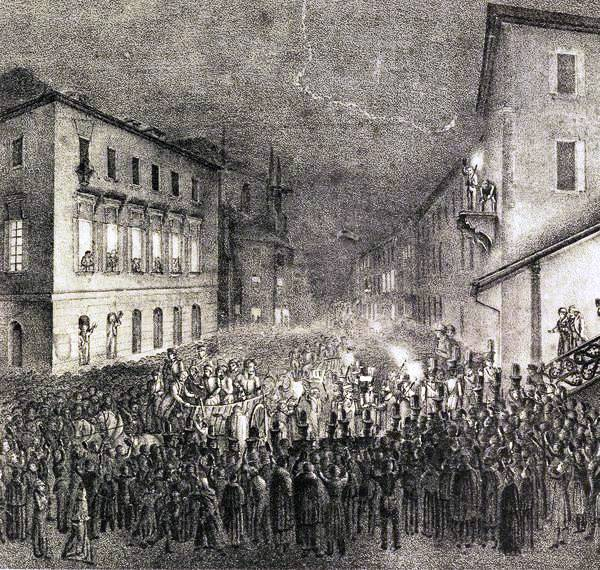
Empfang der ersten Abteilung polnischer „Freiheitskämpfer“ des Novemberaufstandes in Neustadt, 1832

### Politisches und rechtliches Umfeld
Nach der Eroberung der linksrheinischen deutschen Gebiete durch französische Revolutionstruppen in den 1790er Jahren, rechtlich ab 1801, gehörte die heutige Pfalz zur Französischen Republik. Die pfälzische Bevölkerung war deshalb vertraut mit den Ideen der Revolution, Liberté, Egalité, Fraternité (Freiheit, Gleichheit, Brüderlichkeit). Mit der Niederlage in den Befreiungskriegen (1813–1815) ging Napoleon Bonapartes Ära zu Ende. Die Sieger teilten auf dem Wiener Kongress 1814 bis 1815 Mitteleuropa auf und zogen neue Grenzen. Der Rheinkreis wurde dem Kaisertum Österreich zugeschlagen, ein Jahr darauf, im Vertrag von München, wiederum an das Königreich Bayern abgetreten. Unter bayerischer Verwaltung wurde sie später – zur Unterscheidung von der bayerischen Oberpfalz – in Rheinpfalz umbenannt. Die mit der Besatzung durch Frankreich aus der Revolution übernommenen Freiheitsrechte, geprägt durch den Code civil, blieben in Teilen erhalten. Die praktische Umsetzung führte jedoch immer wieder zu Konflikten zwischen rheinpfälzischen Bürgern und der bayerischen Zentralgewalt. Die restaurativen Verhältnisse der Ära Metternich ab 1815 bedingten in der Bevölkerung einen resignativen Rückzug; man vermied zumeist Konflikte mit der Obrigkeit und verhielt sich bieder.

### Bildungsbürgerliches Aufstreben
Das aufstrebende Bürgertum konnte sich Bildung leisten. Besser gestellte Bürger schickten ihren Nachwuchs auf Gymnasien und folgend an Universitäten. Zudem eröffnete das Aufkommen von Realschulen verbesserte Bildung für das weniger begüterte Bürgertum. Viele Studenten nahmen an den Befreiungskriegen gegen Napoleon teil. Sie traten hierfür in Freikorps ein. Anstatt auf den König schworen die Kämpfer der Freikorps ihren Eid auf das Vaterland. Nach dem gemeinsamen Kampf gründeten Teile der zurückkehrenden Studenten Burschenschaften, da sie sich dem Ziel „Freiheit und Selbständigkeit des Vaterlandes“ verpflichtet fühlten und die nach regionalem Herkunftsgebiet gewachsenen Landsmannschaften als nicht mehr zeitgemäß ansahen. Die erste Burschenschaft, die diese Idee für sich vorsah, war die 1815 gegründete Urburschenschaft in Jena. Das von der Jenenser Studentenschaft ausgerichtete Wartburgfest führte 1817 im thüringischen Eisenach Studenten aus nahezu allen Kleinstaaten des Deutschen Bundes zusammen. Die Burschen erhoben auf dem Fest Forderungen, die von nationaler Einheit, Rede- und Pressefreiheit über Bürgerrechte bis hin zur Abschaffung von Zöllen, Handelssperren und unterschiedlichen Maßen und Gewichten reichten. Die Bewegung begleitete das liberale Pressegesetz Sachsen-Weimars, das der Presse gestattete, die aufgekommenen Gedanken in die Öffentlichkeit zu transportieren.
Die Karlsbader Beschlüsse vom 20. September 1819 bildeten die Grundlage für das Verbot. Dies drängte die Urburschenschaften zur Selbstauflösung am 26. November 1819 und führte zur Demagogenverfolgung. Als Folge traten die Studenten in schon bestehende Landsmannschaften ein, gründeten Corps oder führten die Burschenschaften im Untergrund weiter. Die Studenten, die seit dem Mittelalter als „fahrende Scholaren“ bezeichnet wurden und Sonderrechte wie das Waffentragen aufgrund ihrer Wanderschaft besaßen, verbreiteten auf ihren Reisen zwischen der Heimat und den Universitätsstädten dennoch ihre Forderungen im Volk. Nach Abschluss ihres Studiums gingen sie in den Jahren nach 1815 in der Gesellschaft auf und gaben ihr Gedankengut an die Folgegenerationen weiter. Die Gewalt und das Unrecht, das die Jugend erfuhr, führten dazu, dass die Ideale von Einigkeit, Freiheit und das Verlangen nach einer Verfassung ohne Willkür auch auf die ältere Generation übersprangen. Beispielhaft für andere Teilnehmer des Hambacher Fests war der Mitorganisator, Redner und Zeitungsherausgeber Johann Georg August Wirth zur Zeit seines Studiums Teil der studentischen Bewegung geworden.

### Wirtschaftliches Umfeld
Die beginnende Frühindustrialisierung beeinflusste zunehmend die Lebensverhältnisse der Bevölkerung und führte ursächlich in deren Teilen zum sich gleichzeitig entwickelnden Pauperismus. Die Obrigkeit in Bayern benachteiligte die Wirtschaft der Pfalz durch hohe Zoll- und Steuerabgaben. Die Steuern waren zwei- bis viermal so hoch bemessen wie in „Altbayern“. Durch die Eingliederung in den 1828 gegründeten bayerisch-württembergischen Zollverein am 20. Dezember 1829 erleichterte sich zwar der grenzüberschreitende Handel innerhalb dieses Zollvereins, jedoch erschwerte sich der Warenaustausch mit Kleinstaaten in anderen Zollvereinen. Die Zollaufschläge auf Wein und Tabak, die Hauptexporterzeugnisse der Region, erhöhten die Preise. Der Frankfurter Literat und Hambacher-Fest-Teilnehmer Johann Wilhelm Sauerwein schrieb im September 1831 dazu: „Deutschland ist immer noch ein großer Wald, aber voll Schlagbäumen, und Schlagbäume sind für Fürsten die ergiebigsten Bäume.“
Im Jahre 1829 stiegen nach einer Missernte die Nahrungsmittelpreise. Die Not in der Bevölkerung verschärfte sich durch strenge Winter um 1830 sowie die schlechte Weinlese und die mäßige Getreideernte des Jahres 1831. Als Folge stiegen die Preise für Grundnahrungsmittel in der Zeit zwischen 1829 und 1832 um mehr als ein Drittel. Die Leidenden sahen sich gezwungen, beispielsweise im Wald illegal Holz zu schlagen. Die Tragweite ist erkennbar in der Anzahl der Gerichtsverhandlungen. Nahezu ein Fünftel der regionalen Bevölkerung wurden von den Behörden wegen Forstfrevels angeklagt.

### Revolutionäre Zeiten
Erste Bestärkung zum Umbruch kam aus Frankreich. Am Ende der französischen Julirevolution von 1830 dankte König Karl X. von Frankreich ab und flüchtete nach Großbritannien ins Exil. Auf den Thron folgte ihm Louis Philippe von Orléans, der die Krone aus den Händen des Parlaments empfangen hatte, was ihm den Beinamen „Bürgerkönig“ einbrachte. Die Einsetzung des neuen Königs durch das Volk stärkte die liberalen Bewegungen in Europa. Im August sprang der Funke auf die Niederlande über. In der belgischen Revolution 1830/31 verkündete eine provisorische bürgerliche Übergangsregierung die Souveränität Belgiens. Der nationale Unabhängigkeitskampf, an dessen Ende sich Belgien als selbständiges Königreich mit liberaler Verfassung und einem gestärkten Parlament von den Niederlanden trennte, breitete sich von Brüssel aus. Des Weiteren drängte es die Polen im Novemberaufstand 1830/31 zur nationalen Einheit und Unabhängigkeit. Seit dem Wiener Kongress war ein Teil des Landes der russischen Obrigkeit zugeschlagen worden. Die russische Politik im sogenannten „Kongresspolen“ führte zu gewaltsamen Unruhen, an deren Spitze sich polnische Militärs beteiligten. Russland unter Zar Nikolaus I. schritt militärisch ein. Die Gegenwehr hielt nicht stand und zwang die Aufständischen ins Ausland, wo sie um Asyl baten und in Frankreich auch gewährt bekamen.

### Übergreifende Begeisterung
Die Polen zogen durch Deutschland ins französische Exil. Der direkte Weg dorthin führte an der Freien Bundeshauptstadt Frankfurt vorbei. Die Heilige Allianz zwischen dem zaristischen Kaiserreich, dem Kaisertum Österreich und dem Königreich Preußen verhinderte indes ein Engagement der deutschen Staaten auf Seiten der Polen. Preußen und der Deutsche Bund griffen in die Situation in Polen nicht ein, weil sie befürchteten, dass die eigenen polnischen Untertanen aufbegehren könnten. Den Hauptteil der deutschen Bevölkerung interessierte das Schicksal der Polen nur wenig, jedoch verbrüderten sich die liberalen Bürger mit den polnischen Flüchtlingen, die sie für den „Freiheitskampf“ bewunderten. Sie engagierten sich für die Ausländer mit Geld- und Sachspenden.
Die Konzentration der Bevölkerung auf das Ausland war nicht zuletzt der Pressezensur geschuldet, da die Berichterstattung über Innerstaatliches unterbunden wurde. Es vermehrte sich die ausführliche Berichterstattung über die Anrainerstaaten. Dies führte zu Interesse, Annäherung und Zustimmung für die Idee des französischen Liberalismus und entwickelte sich wie in Frankreich selbst immer weiter zur radikalen Ausprägung. Die Neuwahlen des bayrischen Landtags im Dezember 1830 brachten den Liberalen Erfolge. In München begeisterten sich öffentlich die Studenten darüber. Die Freude ging in Unruhen über. Der bayrische König Ludwig I. nahm dies zum Anlass, die Universität zu schließen, Verhaftungen durchzuführen und am 28. Januar 1831 die Pressezensur zu verschärfen. Darauf schafften die Oppositionellen in der Kammer diese Presseverordnung wieder ab. Die immer noch gültigen freiheitlicheren Verfassungsrechte im rheinpfälzischen Gebiet veranlassten zu dieser Zeit zahlreiche Altbayern zur Übersiedlung.
Aufgrund der zuvor genannten Verhältnisse formierte sich auch in Deutschland eine Opposition aus frühliberalen, bildungs-, besitz- und stadtbürgerlichen Kräften. Diese wurden durch die Revolutionen im Ausland zur Auflehnung gegen die auf Restauration bedachten Machtverhältnisse im Deutschen Bund ermutigt.

## Das Fest

### Überblick über wichtige Festteilnehmer
|  | Ehrengast: |

|  | Carl Ludwig Börne: Schriftsteller, schrieb für die Allgemeine Zeitung und engagierte sich für das „Junge Deutschland“; als Ehrengast von Johann Georg August Wirth eingeladen; Teilnehmer der Versammlung am Vortag; die Metternich-kritische Zeitschrift Die Wage wurde verboten |

|  | Hauptakteure: |

| Philipp Jakob Siebenpfeiffer | Philipp Jakob Siebenpfeiffer: Herausgeber der Zeitschriften Rheinbayern und Der Bote aus Westen (später: Westbote); Mitbegründer des Deutschen Preß- und Vaterlandsvereins auf dem „1. Schülerfest“; Initiator, Verfasser der Einladung zum Hambacher Fest; Hauptredner; Teilnehmer der Zusammenkunft im Haus Schoppmanns |

|  | Johann Georg August Wirth: Herausgeber der Zeitschrift Deutsche Tribüne; Mitbegründer des Deutschen Preß- und Vaterlandsvereins auf dem „1. Schülerfest“; Hauptredner; Teilnehmer der Zusammenkunft im Haus Schoppmanns; Herausgeber der Festzeitschrift |

|  | Deutscher Preß- und Vaterlandsverein: |

|  | Friedrich Schüler: bayerischer Kammerabgeordneter; Mitbegründer des Deutschen Preß- und Vaterlandsvereins auf dem nach ihm benannten „1. Schülerfest“; Vorstandsvorsitzender des Deutschen Preß- und Vaterlandsvereins; Redner; Teilnehmer der Zusammenkunft im Haus Schoppmanns |

|  | Joseph Savoye: Vorstandsvorsitzender des Deutschen Preß- und Vaterlandsvereins; Redner; Teilnehmer der Zusammenkunft im Haus Schoppmanns |

|  | Ferdinand Geib: Vorstandsvorsitzender des Deutschen Preß- und Vaterlandsvereins |

|  | Daniel Friedrich Ludwig Pistor: Verfasser von Artikeln für Zeitschriften; Sekretär des Deutschen Preß- und Vaterlandsvereins; Redner; Teilnehmer der Zusammenkunft im Haus Schoppmanns; später im Bund der Geächteten |

|  | Paul Camille von Denis: Mitglied des Deutschen Preß- und Vaterlandsvereins; dessen Hauptfinanzier |

|  | Zeitgenössische Darstellung des Hambacher Festes: |

|  | Erhard Joseph Brenzinger: war Teilnehmer am Hambacher Fest zusammen mit seinen Freunden Bassermann, Mathy und von Soiron; fertigte die viel variierte Radierung des Hambacher Festes an |

|  | Redner und weitere wichtige Personen, von denen Abbildungen existieren: |

|  | Ernst Ludwig Große: Redakteur der Bayerischen Blätter und Der bayrischen Chronik; verfasste regierungskritische Flugschriften und Aufsätze; Mitglied des Deutschen Preß- und Vaterlandsvereins; Redner |

|  | Harro Harring: „Berufsrevolutionär“ und Schriftsteller; beteiligt an der Versammlung am Vortag |

|  | Jacob Venedey: Mitarbeiter an der Mannheimer Zeitschrift Wächter am Rhein; beteiligt an der Versammlung am Vortag |

|  | Karl Heinrich Brüggemann: Mitarbeiter bei Siebenpfeiffers Zeitschrift, vormals Redakteur der Zeit; Mitglied des Deutschen Preß- und Vaterlandsvereins; Anführer einer Delegation von ca. 200 Heidelberger Studenten; Redner; Teilnehmer der Zusammenkunft im Haus Schoppmanns |

|  | Friedrich Deidesheimer: Kaufmann und Weingutsbesitzer; Mitunterzeichner der Einladung zum Hambacher Fest; Mitorganisator; Redner |

|  | Johann Philipp Becker: Bürstenmacher und „Berufs“-Revolutionär; Gründer des Filialkomitees Frankenthal des Deutschen Preß- und Vaterlandsvereins; Redner |

|  | Fritz Reuter: Schriftsteller und Publizist; Redner |

|  | Rudolf Lohbauer: Redakteur des Hochwächters; Redner |

|  | Gustav Körner: Jurist und Buchhändler; späterer Gouverneur von Illinois. Mitglied des Deutschen Preß- und Vaterlandsvereins; Beteiligter an der Frankfurter Abordnung, die Wirth ein Schwert übergab für seine Verdienste um die Pressefreiheit |

|  | Georg Friedrich Kolb: Publizist und Verleger der Neuen Speyerer Zeitung; Mitglied des Deutschen Preß- und Vaterlandsvereins; als Berichterstatter der Metternich-kritischen NSZ auf dem Hambacher Fest |

|  | Johann Philipp Abresch: Kaufmann; trug die Fahne „Deutschlands Wiedergeburt“ |

### Idee zum Fest und Organisation im Vorfeld

Einladungsaufruf zum Hambacher Fest aus der Festzeitschrift Das Nationalfest der Deutschen zu Hambach von Wirth

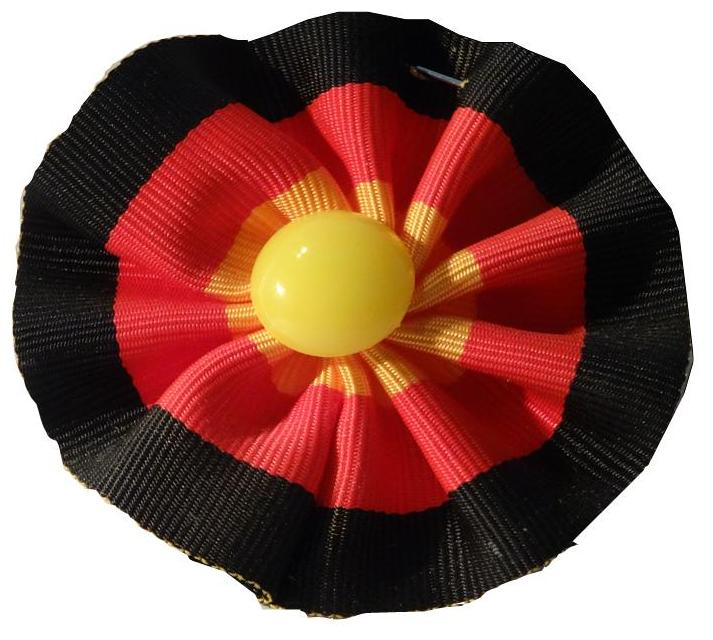
Kokarde zum Fest (Nachbildung). Man trug sie an der Kopfbedeckung oder an der Kleidung.

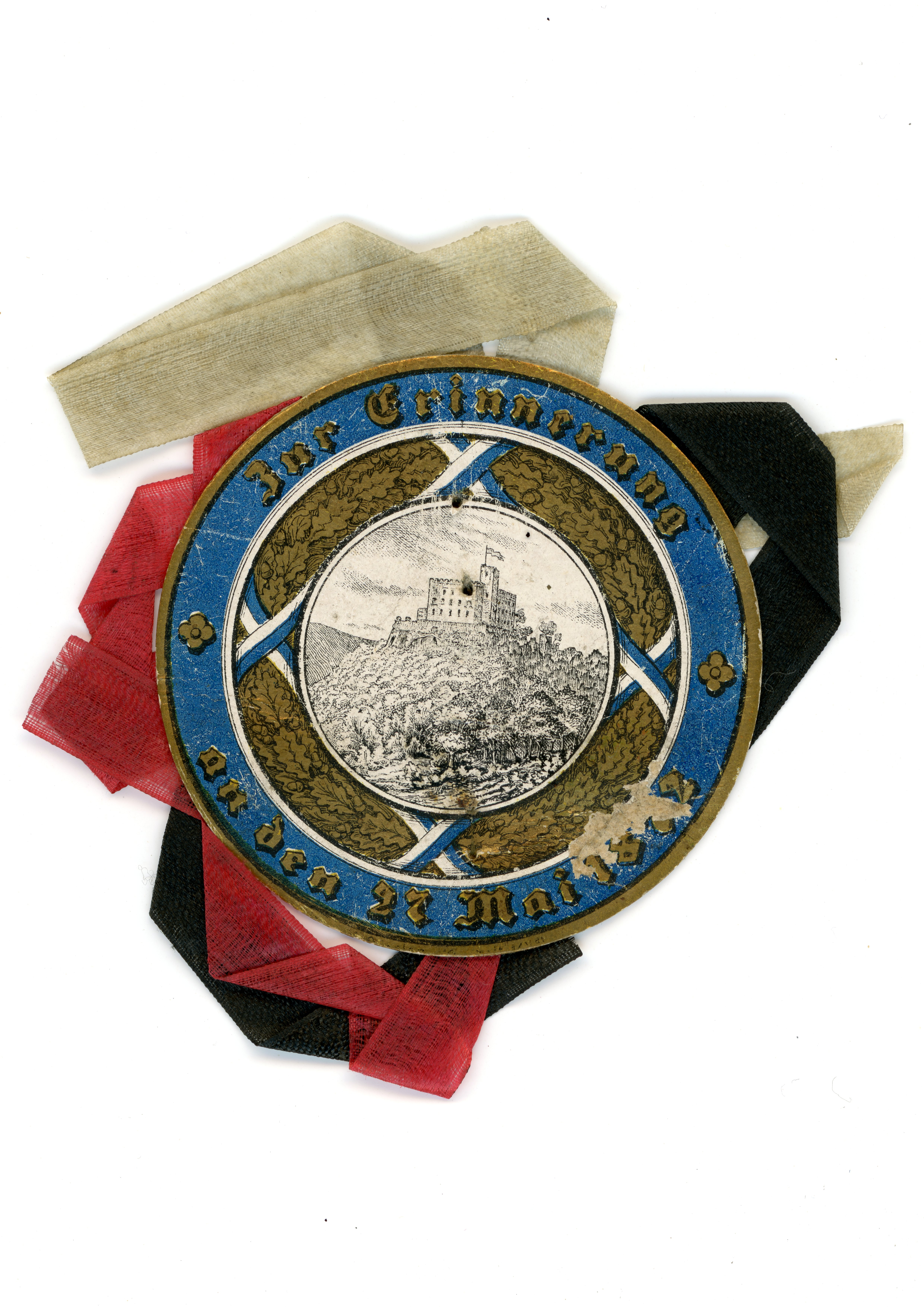
Kokarde zum Gedenken an den 27. Mai 1832, Original von 1872 des Neustadter Uhrmachermeisters Ludwig Roth

Die Obrigkeit hemmte die oppositionelle Presse. Die Hauptakteure des Hambacher Festes Philipp Jakob Siebenpfeiffer und Johann Georg August Wirth waren davon nicht minder betroffen. Staatliche Stellen beobachteten Wirths Zeitung Deutsche Tribüne von der ersten Auflage an. Auch Siebenpfeiffers Zeitung Westbote überzogen die Behörden mit Schikanen. Anfang 1832 versiegelte der angewiesene Bürgermeister Wirths Druckerpresse, weil dieser ohne Erlaubnis seine Zeitung dennoch herstellte. Siebenpfeiffer erging es ebenso.
Der Freundeskreis um Wirth, zu dem auch der bayerische Abgeordnete der Zweiten Kammer Friedrich Schüler gehörte, diskutierte die Verwirklichung der Pressefreiheit. Bereits in der Ausgabe vom 12. Juli 1831 regte Wirth einen Verein zur Beförderung der freien Presse an. Um die Bemühungen von Abgeordneten zu ehren, veranstalteten in dieser Zeit Bürger Feste – Versammlungen waren durch die Obrigkeit verboten. Eines dieser Feste gaben die rheinbayerischen Bürger in Zweibrücken-Bubenhausen als Festbankett am 29. Januar 1832 für Friedrich Schüler. Die Teilnehmer dieses „Ersten Schülerfestes“ sahen sich selbst als Patrioten. Ihre Forderung war, dass sich jegliche Gesetzmäßigkeit aus Volkssouveränität erschließen müsse und nicht mehr durch göttliche Legitimation des Königtums begründbar sei. Würde dieser Wechsel vollzogen, so wäre es der Grundstein für „Deutschlands Wiedergeburt“. In der Weiterführung der Idee gründeten die Anwesenden den Deutschen Vaterlandsverein zur Unterstützung der freien Presse (Deutscher Preß- und Vaterlandsverein – PVV). In Wirths Zeitung Deutsche Tribüne erschien am 3. Februar 1832 der Artikel „Deutschlands Pflichten“, der zur Unterstützung des Vereins aufrief. Die Zeitung selbst fungierte als Vereinsorgan und berichtete über aktuelle Entwicklungen. Den vorläufigen Vorsitz nahm am 21. Februar Schüler zusammen mit den beiden Advokaten Joseph Savoye und Ferdinand Geib ein.
Fürst von Metternich drängte den Deutschen Bund noch im März, dem Treiben ein Ende zu bereiten. Die bayerische Regierung handelte entsprechend und gab zum 1. März ein allgemeines Vereinsverbot heraus, unter das auch der Preß- und Vaterlandsverein fiel. Zudem verbot sie zugleich die Deutsche Tribüne. Einen Tag später sprach auch die Preßkommission des Deutschen Bundes ein Verbot der Zeitungen Siebenpfeiffers und Wirths aus. Selbst die Verhaftung Wirths am 16. des Monats brach aber nicht den Geist der Opposition. Vielmehr füllten andere Publikationen die entstandene Lücke, so etwa die Zeitschrift Bürgerfreund von Johann Heinrich Hochdörfer. Das Appellationsgericht (Berufungsgericht) zu Zweibrücken sprach Wirth am 14. April frei. Das Urteil führte zu öffentlicher Anteilnahme und bekräftigte, dass Journalisten sich gegen die Zensur publizistisch zur Wehr setzen durften. Der Freispruch Wirths und die daraus sich andeutende Ungerechtigkeit des Vereinsverbots brachte dem Preß- und Vaterlandsverein großen Zulauf.
Siebenpfeiffer schlug vor, im damaligen „Neustadt an der Haardt“ ein „deutsches Nationalfest“ zu organisieren. Das Ereignis sollte auf und bei der Schlossruine im „bedeutungsvollen Mai“ in „Hambach an der Haardt“ stattfinden. Siebenpfeiffer verfasste dafür die Einladung. Schüler, Savoye, Geib, der Ortsverein des Deutschen Preß- und Vaterlandsverein und weitere Personen um die Ortschaft Neustadt organisierten das Volksfest. Am 20. April 1832 erschien die Einladung zum „Nationalfest der Deutschen“ in der Presse. Die bayerische Regierung versuchte durch ihren Vertreter Andrian-Werburg, das Fest zu verhindern. Er verbot es und erließ am 8. Mai eine Verordnung, die den Zutritt nach Neustadt, Winzingen und Hambach begrenzte, der Polizei Sonderrechte zur Schließung von Wirtshäusern einräumte, Versammlungen von mehr als fünf Leuten und das Halten von Reden an öffentlichen Orten untersagte. Der Stadtrat von Neustadt protestierte dagegen, und umliegende Städte der Region schlossen sich an. Zudem klagte der Vorstand des Deutschen Preß- und Vaterlandsvereins. Die Regierung musste die Verordnung zurücknehmen. Um aber nicht Andrian-Werburg bloßzustellen, ließ sie das Verbot des Festes bestehen. Das Für und Wider steigerte das Interesse am Fest und mobilisierte die Öffentlichkeit.

### Vortage und Zug zum Schloss

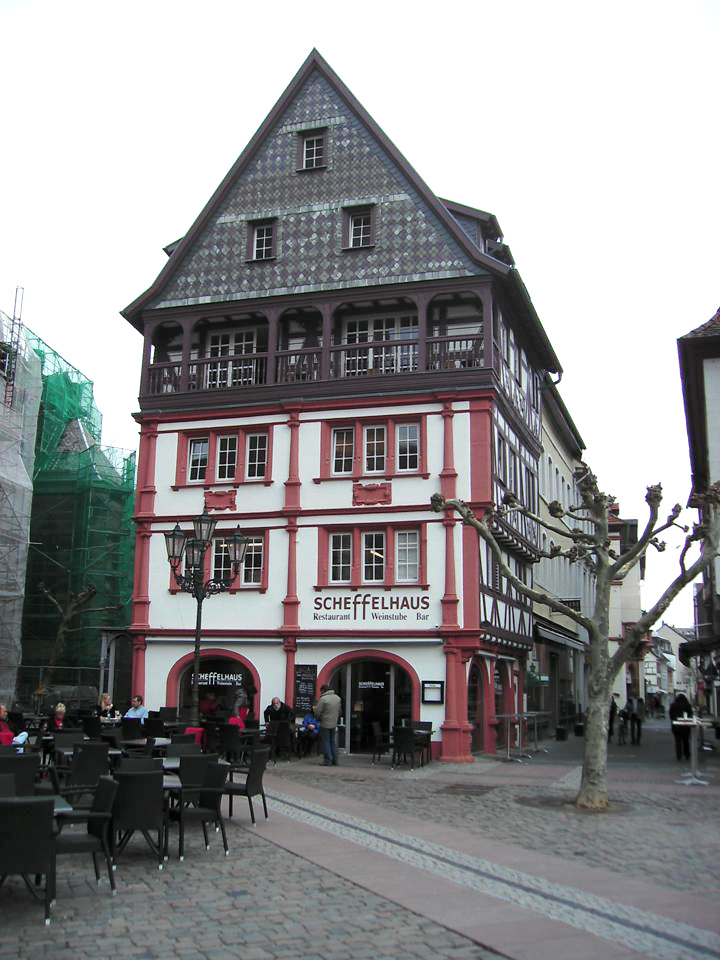
„Scheffelhaus“ in Neustadt

Am 26. Mai trafen die meisten Festteilnehmer ein, wobei der populäre Publizist Ludwig Börne, als Ehrengast von Wirth eingeladen, schon am 24. Mai anreiste. Dr. Hepp und Philipp Christmann empfingen ihn. Diese zeigten ihm die Verordnung der bayrischen Obrigkeit, welche Fremden außer Rheinbayern die Teilnahme verbot. Die Neustädter verkauften den Angereisten schwarz-rot-goldene Kokarden und Liedtexte für den bevorstehenden Zug zum Schloss, wie in der Buchhandlung von Christmann, dem späteren „Scheffelhaus“. Neben den „deutschen“ Kokarden boten sie auch französische blau-weiß-rote an. Letzteres schuf Missmut bei einigen wie Wirth. Das Preß- und Vaterlandsvereinskomitee missbilligte den Verkauf und bestand auf dem pfälzischen Charakter des Festes.
Abends versammelten sich Journalisten und Liberale im Neustadter Schießhaus. Unter ihnen waren die prominenten deutschen Oppositionellen Börne, Harro Harring und Jakob Venedey, Lucien Rey, der Abgeordnete der Straßburger Gesellschaft La Sociétè des amis du peuple sowie die Repräsentanten des polnischen Nationalkomitees aus Paris. Auf dieser Versammlung wurde über „die großen Interessen des gemeinsamen Vaterlandes“ gesprochen. Nach Angaben eines Teilnehmers gab es über die von dem Studenten Heinrich Kähler aus Itzehoe aufgeworfene Frage, „ob man wieder schwatzen wolle, oder ob man nicht gekommen sey, loszuschlagen [sic]“, eine förmliche Abstimmung, bei der sich die Anwesenden gegen das Losschlagen entschieden. Noch am Abend begannen die Festlichkeiten. Glockengeläut, Abfeuern von Geschützen sowie Anzünden von Freudenfeuern leitet das Fest ein.
Am 27. Mai formierte sich um 8 Uhr, erneut begleitet von Glockengeläut und Böllerschüssen, auf dem Marktplatz in Neustadt der Zug zum Schloss. Dieser ordnete sich in folgender Reihung: eine Bürgergarde mit Musik, Frauen und Jungfrauen, unter denen ein Fähnrich die polnische Fahne trug, eine weitere Bürgergarde, die Festordner und darunter die schwarz-rot-goldene Fahne Abreschs mit der Inschrift „Deutschlands Wiedergeburt“, gefolgt von den Landräten Rheinbayerns, weiteren Festordnern, Abordnungen aus anderen Kleinstaaten und den Festbesuchern. Eine weitere Abteilung der Bürgergarde schloss den Festzug ab. Von Neustadt zogen die Teilnehmer zur vier Kilometer vom Stadtzentrum entfernten und 200 Meter höher gelegenen Hambacher Schlossruine. Auf dem Wege wurden mehrere Lieder gesungen. Auf ihre wirtschaftliche Situation machten die Weinbauern der Pfalz mit ihrer Fahne „Die Weinbauern müssen trauern“ aufmerksam.
Die 20.000 bis 30.000 Teilnehmer sammelten sich gegen 11 Uhr auf der Schlossruine. Die Teilnehmer kamen aus allen Bevölkerungsschichten und aus zahlreichen Nationen. – vom Studenten bis zum Abgeordneten, von Franzosen über Polen bis zu Engländern und aus 15 deutschen Kleinstaaten. Nach Ankunft auf dem Gelände hisste das Festkomitee auf einem erhöhten Punkt der Schlossruine die polnische und auf den höchsten Zinnen die deutsche Fahne mit der Inschrift „Deutschlands Wiedergeburt“. Auch viele Frauen beteiligten sich, denn in Siebenpfeiffers Einladungsaufruf hatte es geheißen: „Deutsche Frauen und Jungfrauen, deren politische Mißachtung in der europäischen Ordnung ein Fehler und ein Flecken ist, schmücket und belebet die Versammlung durch eure Gegenwart!“

### Erster Festtag am Schloss

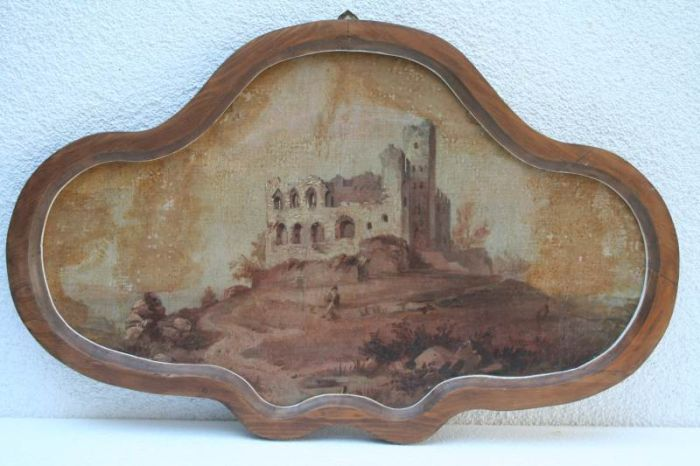
Hambacher Schlossruine (Ölgemälde, um 1800)

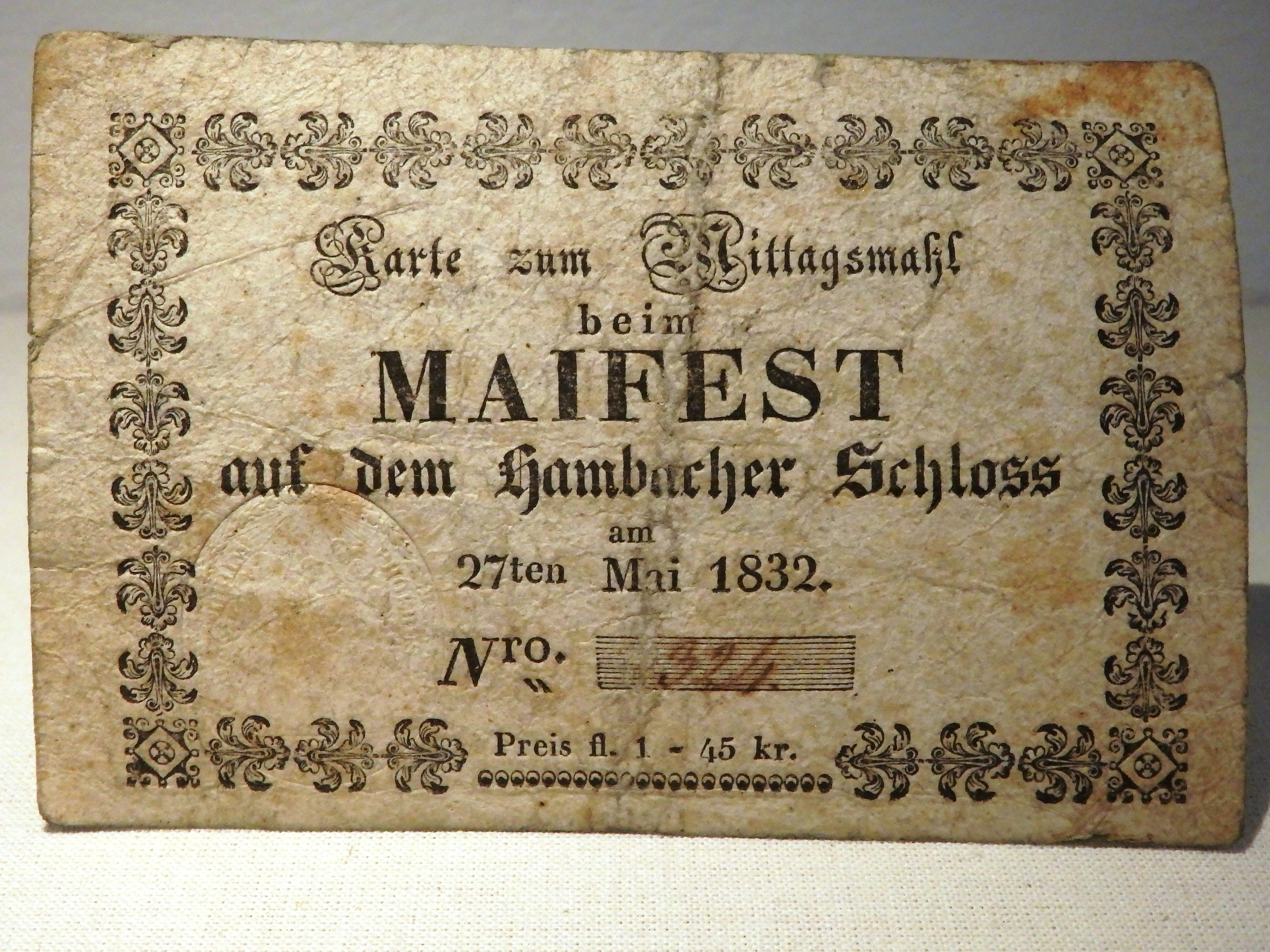
Eintrittskarte Mittagsmahl Hambacher Schloss 27. Mai 1832, 1 Gulden und 45 Kreuzer

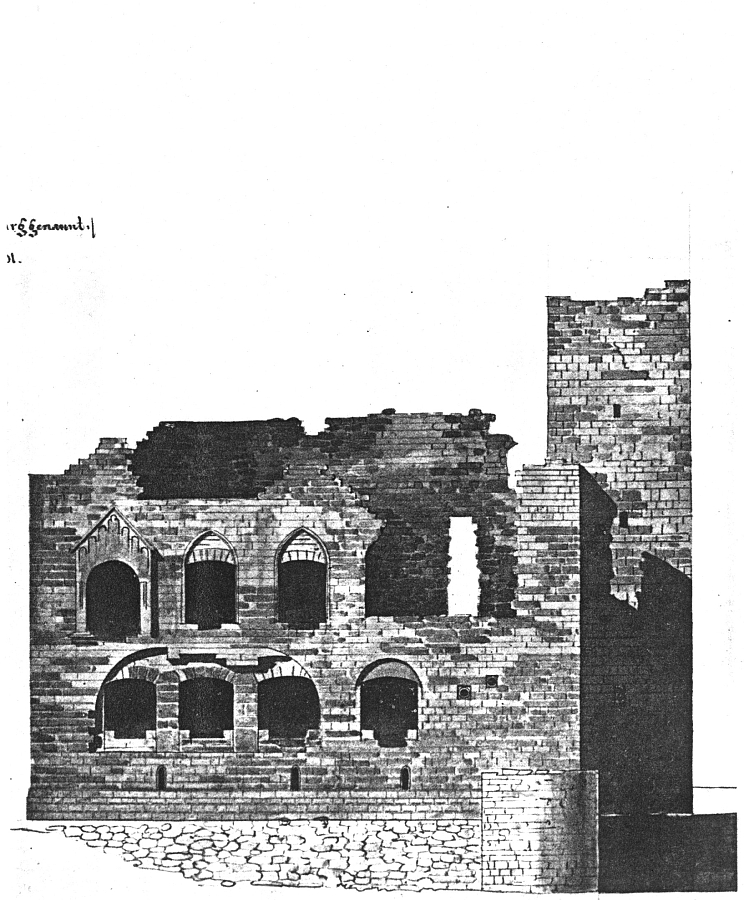
Die Schlossruine sah 1842 noch so aus wie beim Fest zehn Jahre zuvor

Zur Eröffnung hielt „Dr. Hepp“ auf der Haupttribüne im Namen der Festordner die erste Rede. Zweiter Redner war Philipp Jakob Siebenpfeiffer, der unter anderem folgende Ausführungen machte:

„… Wir widmen unser Leben der Wissenschaft und der Kunst, wir messen die Sterne, prüfen Mond und Sonne, wir stellen Gott und Mensch, Höll’ und Himmel in poetischen Bildern dar, wir durchwühlen die Körper- und Geisterwelt: aber die Regungen der Vaterlandsliebe sind uns unbekannt, die Erforschung dessen, was dem Vaterlande Noth thut, ist Hochverrath, selbst der leise Wunsch, nur erst wieder ein Vaterland, eine frei-menschliche Heimath zu erstreben, ist Verbrechen. Wir helfen Griechenland befreien vom türkischen Joche, wir trinken auf Polens Wiedererstehung, wir zürnen, wenn der Despotism der Könige den Schwung der Völker in Spanien, in Italien, in Frankreich lähmt, wir blicken ängstlich nach der Reformbill Englands, wir preisen die Kraft und die Weisheit des Sultans, der sich mit der Wiedergeburt seiner Völker beschäftigt, wir beneiden den Nordamerikaner um sein glückliches Loos, das er sich muthvoll selbst erschaffen: aber knechtisch beugen wir den Nacken unter das Joch der eigenen Dränger; wenn der Despotism auszieht zu fremder Unterdrückung, bieten wir noch unsern Arm und unsere Habe; die eigene Reformbill entsinkt unsern ohnmächtigen Händen …“

Seine Eröffnungsrede schloss Siebenpfeiffer mit den Worten: „Es lebe das freie, das einige Deutschland! Hoch leben die Polen, der Deutschen Verbündete! Hoch leben die Franken, der Deutschen Brüder, die unsere Nationalität und unsere Selbständigkeit achten! Hoch lebe jedes Volk, das seine Ketten bricht und mit uns den Bund der Freiheit schwört! Vaterland – Volkshoheit – Völkerbund hoch!“ Auf Siebenpfeiffer folgte Johann Georg August Wirth, dessen Rede mit folgenden Worten endete:

„Darum, deutsche Patrioten, wollen wir die Männer wählen, die durch Geist, Feuereifer und Charakter berufen sind, das große Werk der deutschen Reform zu beginnen und zu leiten; wir werden sie leicht finden und dann auch durch unsere Bitten bewegen, den heiligen Bund sofort zu schließen und ihre bedeutungsvolle Wirksamkeit sofort zu eröffnen. Dieser schöne Bund möge dann das Schicksal unseres Volkes leiten; er möge unter dem Schirme der Gesetze den Kampf für unsere höchsten Güter beginnen, er möge unser Volk erwecken, um von innen heraus, ohne äußere Einmischung, die Kraft zu Deutschlands Wiedergeburt zu erzeugen; er möge auch zu gleicher Zeit mit den reinen Patrioten der Nachbarländer sich verständigen, und wenn ihm Garantien für die Integrität unseres Gebietes gegeben sind, dann möge er immerhin auch die brüderliche Vereinigung suchen, mit den Patrioten aller Nationen, die für Freiheit, Volkshoheit und Völkerglück das Leben einzusetzen entschlossen sind. Hoch! dreimal hoch leben die vereinigten Freistaaten Deutschlands! Hoch! dreimal hoch das conföderirte republikanische Europa! [sic]“

In Anerkennung seines Kampfes für die Pressefreiheit überreichte Johann Friedrich Funck aus der Frankfurter Abordnung Wirth ein Schwert, in dessen Klinge „Dem Wirth/Deutsche in Frankfurt“ und der leicht veränderte burschenschaftliche Wahlspruch „Vaterland – Ehre – Freiheit“ eingraviert waren. Wie Siebenpfeiffer forderte Wirth das Ende des Absolutismus. Darüber hinaus verlangten die beiden nach nationaler Einheit. Siebenpfeiffer rief die Deutschen zur Überwindung der Kleinstaaterei durch Brüderlichkeit auf und spottete über die Verfassungen jener Staaten, die nur als „Konstitutiönchen“ dem Volk zum Spielen gegeben seien. Für Wirth war die Einheit das Mittel zur Freiheit der europäischen Völker, jedoch warnte er die französische Seite vor der Erhebung von Ansprüchen auf das linke Rheinland. Auf die Hauptredner folgte der Vertreter der französischen Abordnung Lucien Rey. Dieser kritisierte die Rede Wirths, da er gegenüber seinem Vorredner die Solidarität der Franzosen betonte.
Unterdessen war es Mittag geworden. Da das Vereinsrecht Versammlungen mit mehr als 20 Personen verbot, inszenierten die Organisatoren das Fest als Festessen in „geschlossener Gesellschaft“. Zum Essen waren etwa 1400 Personen anwesend. Hepp hielt die Tischrede, in der er nochmals auf die Beamten einging, die das Fest zu verhindern suchten und die Anwesenden als eine „im Finster schleichende Partei Uebelgesinnter [sic]“ verrufen hatten.
Redner war auch Johann Heinrich Hochdörfer, der seine radikalen Ansichten unter anderem mit diesen Worten kundtat:

„Armes Volk! Du stehest und staunest und kannst es nicht fassen, wie man den Arbeitsschweiß eines ganzen Volkes durchbringen könne. Aber blicke nur in deine so gepriesene Verfassungsurkunde, und sie selbst wird dir das schauerliche Rätsel lösen. […] Hier, verhöhntes Volk, ist es dir gesagt: Schaffen, von seiner Hände Arbeit ehrlich sich ernähren – das, das ist […] bürgerlich, aber nicht adelig, das schändet, das raubt vielmehr den Adel. Adelig ist nur, sagt deine Konstitution, bequem, reich, vornehm, üppig leben – von fremdem Schweiße.“

Die Rede Hochdörfers und andere wurden nicht in der Festzeitschrift Wirths abgedruckt, da sie als zu ‚aufrührerisch‘ galten. So bemerkt der Österreichische Beobachter 1838, die Rede von Friedrich Wilhelm Cornelius sei so „bluttriefend gewesen, dass diese gar nicht habe abgedruckt werden können“. Es sollen 21 Redner zu Wort gekommen sein, und für das gesamte Fest wird die Zahl von etwa 33 Rednern angegeben. Auf dem weitläufigen Gelände war den meisten Festteilnehmern das Verfolgen des offiziellen Festprogramms nicht möglich. Um den Anwesenden die Gedanken zu unterbreiten, wiederholten die Redner ihre Verlautbarungen an anderen Orten auf dem Gelände. Die Hauptforderungen waren nationale Einheit, Freiheit, insbesondere Versammlungsfreiheit, Pressefreiheit, Meinungsfreiheit, Bürgerrechte, die Neuordnung Europas auf der Grundlage gleichberechtigter Völker, Volkssouveränität sowie religiöse Toleranz.

### Zweiter Festtag und Versammlung in Neustadt
Am 28. Mai 1832 trafen sich im Neustadter Schießhaus erneut führende Bürgerliche und Studenten zusammen. Etwa 500 bis 600 Teilnehmer waren auf der Veranstaltung anwesend, die am Abend zuvor angekündigt worden war. Zur Beratschlagung stand das weitere Vorgehen. Der Publizist Börne beschrieb in einem Brief vom gleichen Tag die aufgewühlte Atmosphäre in den Ortschaften: „Gestern Abend brachten mir die Heidelberger Studenten unter Anführung des Herold ein Vivat mit Fackelzug vor meine Wohnung. Schon früher zog mir auf den Straßen alles nach mit Geschrei: es lebe Börne, es lebe der Deutsche Börne!“ Siebenpfeiffer forderte die Anwesenden zum Zusammentreten auf, um über die erforderlich erscheinenden Reformen Beschlüsse zu fassen. Die Anwesenden sollten Männer ihres Vertrauens wählen. Diese sich wiederum als eine provisorische Regierung (als ein Nationalconvent oder als eine nationale Volksrepräsentation) dem Bundestag gegenüberstellen.
Darauf folgend fand am selben Vormittag in der Wohnung des Landstands Schoppmann eine Zusammenkunft der gewählten Abgeordneten statt. Schüler leitete die Versammlung. Die Anwesenden einigten sich darauf, ähnliche Feste in anderen Regionen des Bundes zu organisieren. Daneben sollte der Preß- und Vaterlandsverein drei Presseorgane besitzen. Siebenpfeiffer und Wirth übernahmen die Redaktion der Festbeschreibung. Einige der Versammelten erwogen einen gewaltsamen Umsturz. Andere sprachen sich dagegen aus. Mehrere Redner stellten Waffengewalt der Usurpation gleich, was als Forderung nach ihrer Auffassung gegen Recht und Volkssouveränität stand. Der Beschluss fiel daher negativ aus. Gleichfalls kam es hier zum Bruch zwischen Siebenpfeiffer, Wirth und dem Zentralkomitee über das Engagement des Deutschen Preß- und Vaterlandsvereins. Wirth plädierte für den weiteren Aufbau von Oppositionsstrukturen durch Umformung des Vereins in eine schlagkräftige politische Organisation. Alle weitergehenden Anträge jedoch blockte Schüler ab, indem er die Kompetenz der Anwesenden in Frage stellte. So wäre in dieser Versammlung, bei der Repräsentanten der „deutschen Gaue“ gewählt wurden, beinahe ein permanenter Nationalkonvent gebildet worden. Die Schlussabstimmung zur Frage, ob eine Konstitution aus sich selbst heraus die Kompetenz hätte, im Namen von ganz Deutschland eine Revolution zu beginnen, ließ die Bemühungen jedoch scheitern, da keine Einigkeit zustande kam.

### Folgetage bis zum Festende

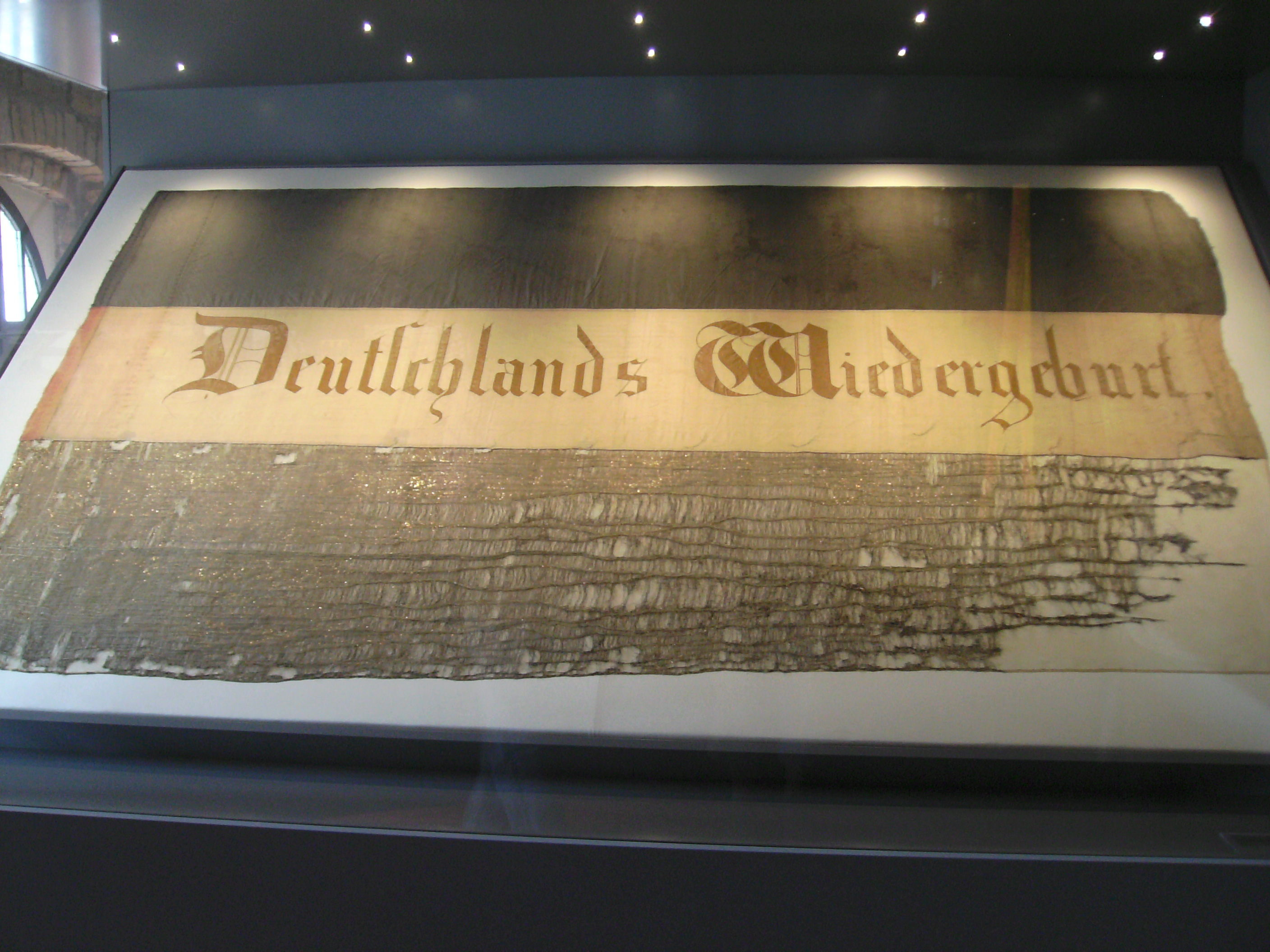
Originalfahne, die Johann Philipp Abresch im Zug zum Schloss trug

In den Tagen darauf sollen täglich wieder viele Tausende zum Hambacher Schloss gekommen sein, auch wenn der Großteil am 28. Mai abreiste. Die Feierlichkeiten endeten am 1. Juni mit der Einholung der polnischen Fahne und der Fahne „Deutschlands Wiedergeburt“. Zum Anlass hielten die beiden Sprecher Franz Grzymala und Zatwarnicki von der polnischen Abordnung jeweils Reden. Nach diesen sprachen Festordner.
Viele Bürger begleiteten die Bürgergarde mit den Fahnen auf dem Weg vom Schloss zurück nach Neustadt. Der Deputaten Schopman als Senior (Ältester) der Festordner verwahrte nach Beschluss die ihm übergebenen Fahnen. Wirth vermerkte in der Festbeschreibung zudem folgendes:

„Es wird einst geschichtlichen Werth erlangen den Namen des Deutschen zu kennen, der unsere Fahne zum ersten Male wieder getragen hat; wir bemerken daher, daß der Oekonom Abresch ein junger feuriger Patriot, die Ehre hatte, Deutschlands Panner zu tragen.“

Beim Hambacher Fest führten die Besucher in größerer Anzahl schwarz-rot-goldene Trikoloren mit sich und/oder trugen gleichfarbige Kokarden, die das Streben nach nationaler Einheit symbolisieren sollten. Die Farben hatten sich im Zusammenhang mit der Burschenschaftsbewegung als Symbol der bürgerlich-liberalen Nationalbewegung verbreitet und entstammen dem Lied „Wir hatten gebauet ein stattliches Haus“, das anlässlich der Auflösung der Jenenser Urburschenschaft 1819 entstand. Zeitgenössische Holz- und Stahlstiche belegen, dass die Farbreihung damals umgekehrt war; sie wurde von unten nach oben gelesen.
Im Unterschied dazu trug der Neustadter Johann Philipp Abresch in der Abteilung der Festzugsordner die Fahne, deren Farbreihung Schwarz-Rot-Gold wie heute von oben nach unten zu lesen war und auf der „Deutschlands Wiedergeburt“ geschrieben stand. Diese Urfahne von 1832 wird im Museum des Hambacher Schlosses aufbewahrt. Die Weimarer Republik, die Bundesrepublik Deutschland und auch die DDR beriefen sich auf die von oben gelesene Farbreihung.

## Folgen

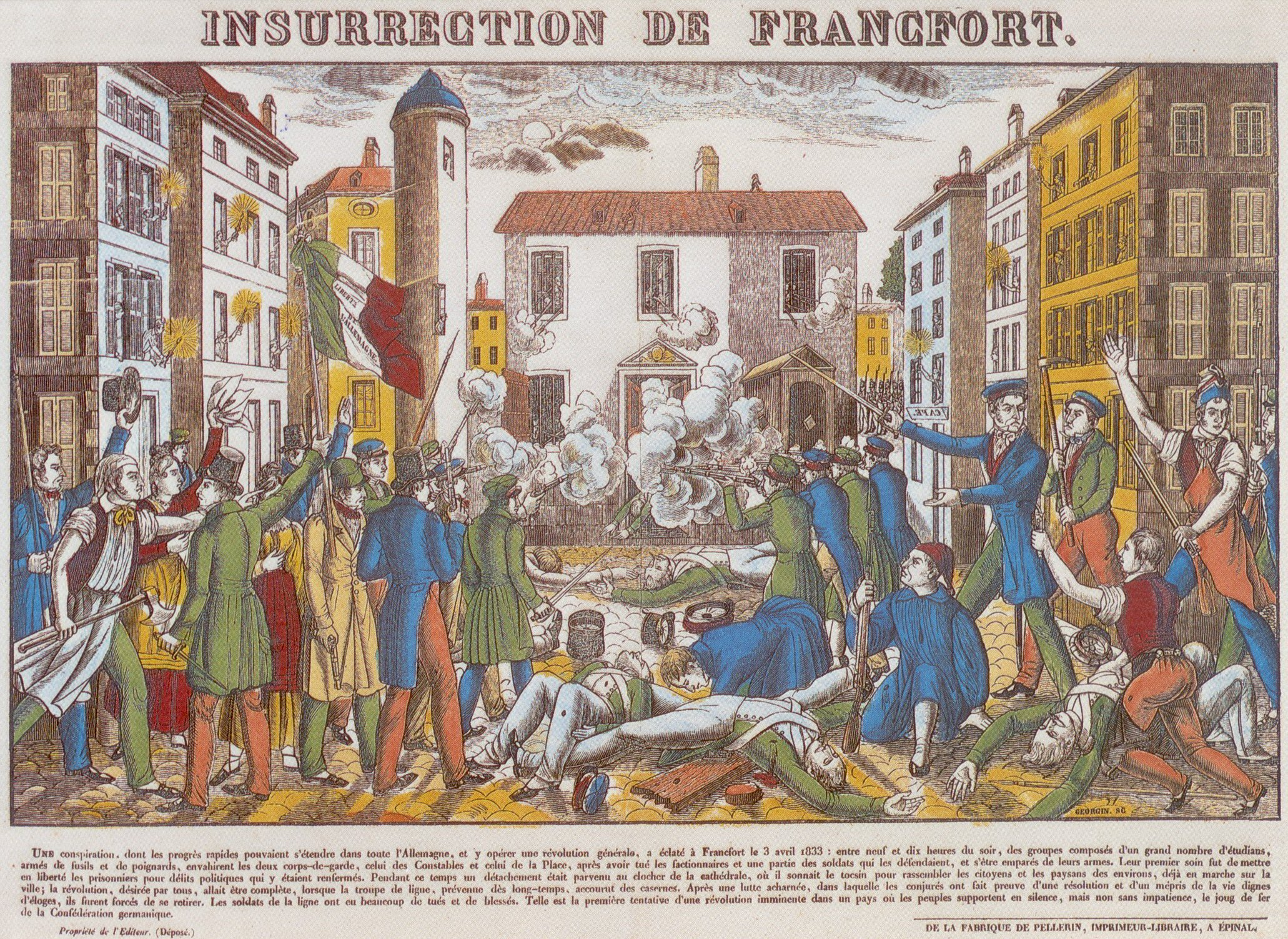
Zeitgenössischer Kupferstich zum Frankfurter Wachensturm, von Francois Georgin (1801–1863) entstanden um 1833

Zeitgenössischer Teller mit dem Motiv des Hambacher Schlosses

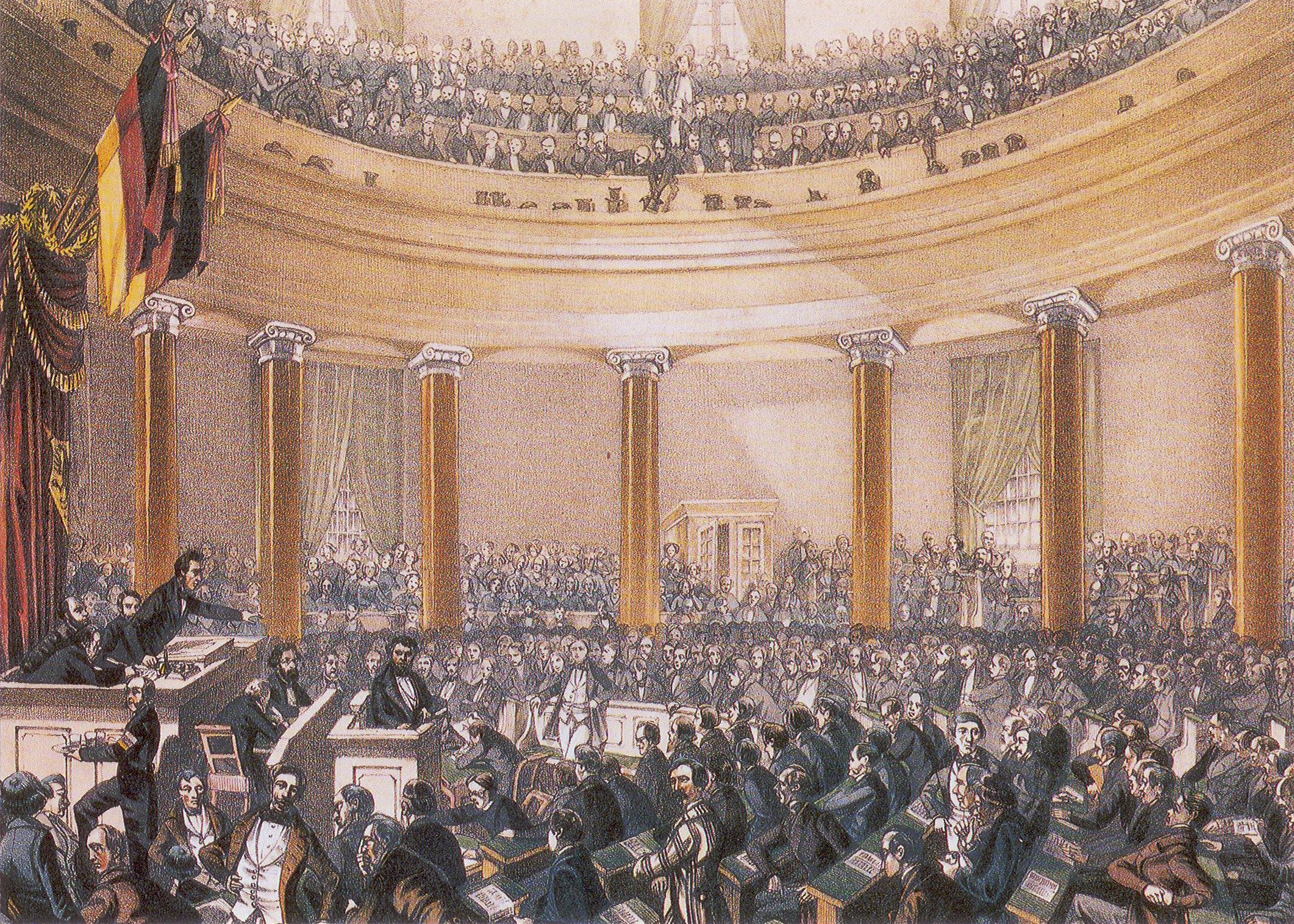
Robert Blum spricht vor der Nationalversammlung in der Paulskirche, von Ludwig von Elliott, 1848

Die Initiatoren des Festes werden anschließend verhaftet und verurteilt, die schwarz-rot-goldenen Fahnen verboten.
Gustav Körner vermutete, dass

„der Zorn der Könige und Fürsten viele unter uns treffen würde.“

Unmittelbar nach dem Hambacher Fest überbrachten Emissäre (Abgesandte) Botschaften an die Preß- und Vaterlandsvereinsmitglieder. Der frühere Göttinger Privatdozent von Rauschenplat war noch vor dem Wilhelmsbader Fest nach Heidelberg gereist, um dort die Nachricht zu überbringen, dass Schüler, Savoye und Geib mit Siebenpfeiffer und Wirth „versöhnt“ seien. Der Verein muntere dazu auf, gleichsam Feste zu organisieren. Des Weiteren erkundigte von Rauschenplat sich nach Mitteln für den Ausbruch einer Revolution. Schon vor dem Fest waren einige in der Stimmung, die etwa dieser Brief vom 6. Februar 1832 wiedergibt: „Die Wirkung, welche der Durchzug der Polen auf die deutschen Gemüther hat, ist ungeheuer, sie wird gewiß nicht so schnell wieder verschwinden. Sie zu erhalten und zu steigern haben wir Zeit bis Ende Juni, dann aber muß unter jeder Bedingung etwas Entscheidendes geschehen. Bleibt das Unternehmen bis dahin ohne kräftige äussere Stütze, so ist Thüringen der beste Stand auf welchem das Feuer angefacht werden kann.“ Jedoch blieb die Revolution aus. Diese scheinbare Untätigkeit kritisierte später der Dichter und Journalist Heinrich Heine: „Während den Tagen des Hambacher Festes hätte mit einiger Aussicht guten Erfolges die allgemeine Umwälzung in Deutschland versucht werden können. Jene Hambacher Tage waren der letzte Termin, den die Göttin der Freyheit uns gewährte …“
Das Hambacher Fest erzeugte in der deutschen Presse Resonanz. In Zeitungen der benachbarten Kleinstaaten erschienen ausführliche Artikel und Berichte. Die zurückkehrenden Festteilnehmer stellten in ihren Städten Freiheitsbäume auf, um ihre Verbundenheit zu zeigen. Im Gegensatz zum friedlichen Ablauf der Hambacher Festtage entlud sich nach dem 27. Mai in vielen Gemeinden der aufgestaute Missmut über die politischen und wirtschaftlichen Umstände. So kam es zu kleineren lokalen Aufständen. Dies geschah beispielsweise in Worms und Frankenthal. Der Schwerpunkt der Protestwelle gegen die Regierung war in St. Wendel. Erst nach Einmarsch von 1000 preußischen Soldaten und Verhängung des Ausnahmezustands kehrte dort Ruhe ein. In der Regierung gab es Konsequenzen; so etwa folgte als neuer Generalkommissar Carl Freiherr von Stengel dem abberufenen Andrian-Werburg.
Bemerkenswert war, dass etliche gemäßigt eingestellte Liberale dem Hambacher Fest fernblieben. Zu ihnen zählten die Herausgeber des Staats-Lexikons Karl von Rotteck und Carl Theodor Welcker, der Marburger Staatsrechtler Sylvester Jordan, der Weingutsbesitzer Johann Adam von Itzstein sowie der Göttinger Historiker Friedrich Christoph Dahlmann. Diese waren – mit Ausnahme Dahlmanns – gleichwohl auf dem Hambacher Tuch von 1832 abgebildet.
Für konservative Vertreter war das Fest ein „Exceß“. Metternich sprach vom „Hambacher Skandal“ und der österreichische Gesandte in Stuttgart sah dort gar „die grinsenden Züge von Anarchie und Bürgerkrieg“. Die direkte Folge für Organisatoren und Redner auf dem Fest bestand in der staatsanwaltschaftlichen Verfolgung. Das außerordentliche Assisengericht (Schwurgericht), das in Landau zusammentrat und vom 29. Juli bis 16. August 1833 tagte, klagte 13 Angeschuldigte an. Das Verfahren endete zwar mit dem Freispruch der Hauptangeklagten, doch begannen anschließend in Zweibrücken und Frankenthal neun Prozesse wegen angeblicher Beleidigungsdelikte. Die verhandelnden Zuchtpolizeigerichte erbrachten dann die von Regierungsseite erwarteten Verurteilungen. Einige flüchteten, so zum Beispiel Siebenpfeiffer und Wirth in die Schweiz. Schüler setzte sich nach Frankreich ab. Vom Exil aus hielten sie Kontakt mit Mitstreitern im Inland über ihre Verbindung zu Mitgliedern des Deutschen Preß- und Vaterlandsvereins, des Jungen Deutschland in der Schweiz oder des Bundes der Geächteten in Frankreich.
Einige der Teilnehmer des Hambacher Fests waren wie angeklungen für den gewaltsamen Umsturz. Der dilettantische Frankfurter Wachensturm von 1833 bestätigte dies, wobei dieser nicht direkt nach Quellen mit dem Hambacher Fest in Verbindung steht, sondern sich nur personelle Überschneidungen ergaben. Die Gerichte verurteilten zahlreiche Teilnehmer am Wachensturm, beispielsweise den Hambacher Festredner Karl Heinrich Brüggemann, zum Tode, ehe der König sie allerhöchst zu jahrelangen verschärften Zuchthausstrafen begnadigte. Andere steckbrieflich gesuchte Beteiligte wie Gustav Körner entgingen dem Verfahren durch Auswanderung. Dessen späterer Lebensweg blieb politisch und er stieg in der neuen Wahlheimat USA zum Vizegouverneur von Illinois auf, was ihm das Vertrauen des im Wahlkampf unterstützten Abraham Lincoln einbrachte. Die sogenannten „Dreißiger“ wie Körner, die sich in die Illegalität gedrängt sahen, verließen das Territorium des Deutschen Bundes.
Generell reagierte der Deutsche Bund in den Jahren nach 1832 mit vermehrter Repression. Er ließ Personen des bürgerlichen Spektrums, die im Verdacht standen, mit revolutionären Ideen zu sympathisieren, verhaften, die Versammlungs- und Pressefreiheit einschränken und die Universitäten überwachen. Die reaktionären Maßnahmen, die eine drastische Verschärfung der Karlsbader Beschlüsse von 1819 bedeuteten, brachten die republikanische Bewegung somit vorerst zum Erliegen. Am 5. Juli 1832 beschloss die Bundesversammlung zehn Artikel „zur Aufrechterhaltung der gesetzlichen Ruhe und Ordnung im Deutschen Bund“, die die sechs Artikel vom 28. Juni 1832 ergänzten und als Reaktion auf das Hambacher Fest gelten. Nicht zuletzt wegen des Festes, dem Wachensturm und der im Zusammenhang stehenden Franckh-Koseritz’schen Verschwörung schuf die Bundesregierung die Bundeszentralbehörde mit Sitz in Frankfurt am 30. Juni 1833. Dieses Inquisitionsorgan ermittelte bis zur Auflösung im Jahr 1842 gegen mehr als 2.000 Verdächtigte und registrierte diese im „Schwarzen Buch“. Viele zogen sich vom politischen Leben zurück, der sogenannte Biedermeier-Lebensstil verstärkte sich. Denunziationen und Spitzel trugen dazu maßgeblich bei. Dennoch drückte das Bürgertum sein Streben nach einem geeinten Deutschland, nach Liberalität und Volksherrschaft aus, indem es entsprechende kunsthandwerkliche Gegenständen erwarb und verwendete. Sehr beliebt war unter anderem Geschirr mit der Abbildung des Hambacher Schlosses. Die Regierung konfiszierte diese Souvenirs, da diese Zeugnis revolutionärer Gesinnung sein sollten.
Bei der Märzrevolution 1848/49 lebte die republikanische Bewegung wieder auf und konnte ihre Ziele zunächst auch teilweise umsetzen. Schüler, Wirth, Venedey und weitere Teilnehmer des Hambacher Festes kehrten aus dem Exil zurück. Die Bevölkerung wählte einige von ihnen in die Frankfurter Nationalversammlung. Deren etwa 585 Abgeordnete kamen aus allen deutschsprachigen Gebieten einschließlich Österreichs und hatten meist Berufe wie höhere Beamter, Richter oder Professor, weshalb auch vom „Professoren-Parlament“ die Rede war. Die Gewählten erarbeiteten die Paulskirchenverfassung.
Die Niederschlagung der Märzrevolution führte zu einer weiteren Auswanderungswelle von Oppositionellen, insbesondere in die Vereinigten Staaten von Amerika. Die sogenannten Forty-Eighters engagierten sich dort weiter für ihre Ideale. Sie setzen sich ein für die Umsetzung der konföderierten Republik, für Bürgerrechte und die Abschaffung der Sklaverei. Wegen ihrer militärischen Erfahrungen aus der Revolution waren Deutsche im Sezessionskrieg auch in hohen Offiziersrängen vertreten und stellten ganze Regimenter.
Im Deutschen Bund kam es erst nach der Restaurationsphase und dem Deutsch-Französischen Krieg von 1870/71 zu einer – allerdings von oben bewirkten – „kleindeutschen“ Einigung. Unter Ausschluss Österreichs und mit Bezugnahme auf das „Heilige Römische Reich Deutscher Nation“ initiierte der preußische Ministerpräsident und spätere Reichskanzler Otto von Bismarck das Deutsche Reich unter Kaiser Wilhelm I.

## Erinnerung an das Fest
Das Hambacher Tuch erinnerte an 16 Männer, die in enger Verbindung zum Hambacher Fest standen.

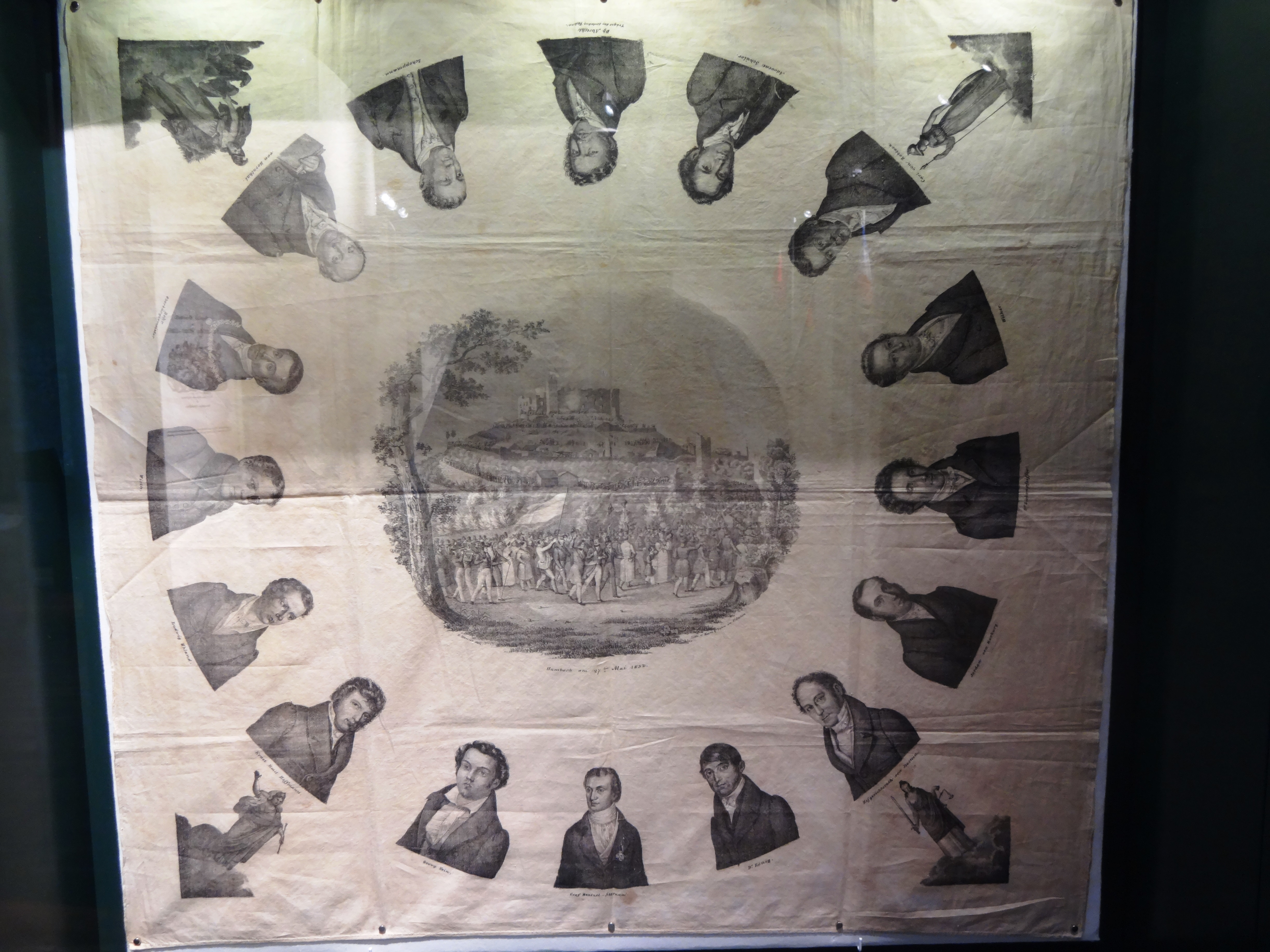
Hambacher Tuch von 1832
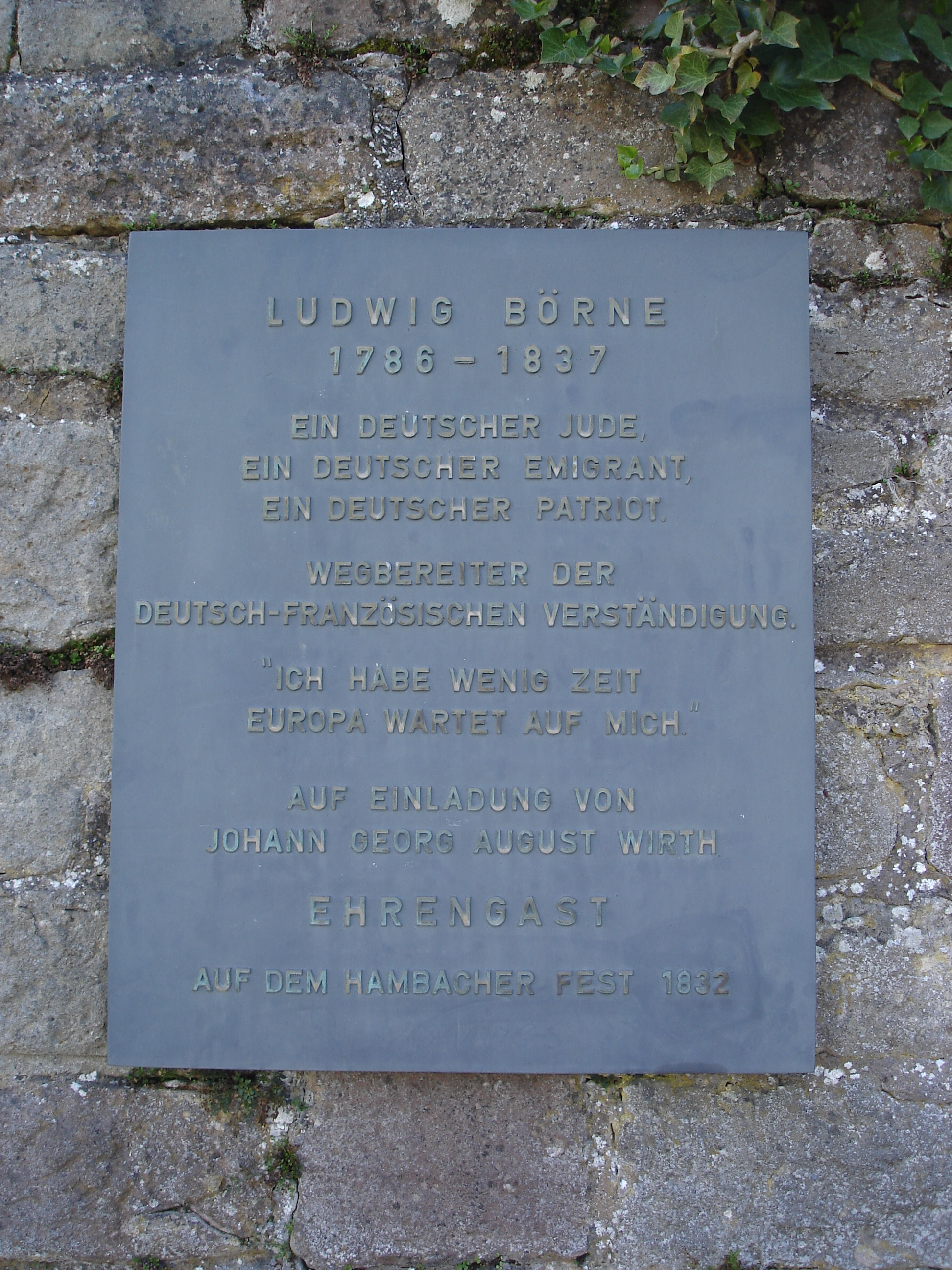
Börne-Gedenktafel am Hambacher Schloss
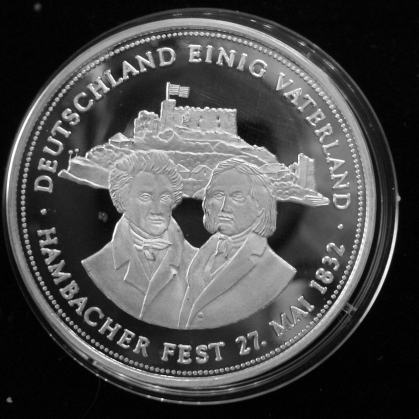
Silbermedaille 1993 mit Schriftzug „Deutschland einig Vaterland“

### Rezeptions- und Erinnerungsgeschichte in Darstellungen deutscher Schulbücher
Das Hambacher Fest war und ist kontinuierlich in der schulischen Bildung durch den Abdruck in deutschen Schulbüchern präsent. Damit ist es ein wesentlicher Bestandteil des kollektiven Gedächtnisses vieler Generationen. Jedoch sind die Darstellungen und Deutungen des Hambacher Festes je nach historischem Kontext in deutschen Schulbüchern im Fluss der Zeit sehr unterschiedlich ausgefallen.

#### Deutsches Kaiserreich
Der Schulbuchtext über das Hambacher Fest wurde von Friedrich Nösselt geschrieben und ist ein Auszug aus dem Buch Weltgeschichte für Töchterschulen und zum Privatgebrauch heranwachsender Mädchen und wurde in Stuttgart im Jahr 1880 veröffentlicht.
Im Schulbuch zur Zeit des Deutschen Kaiserreiches wurde das Hambacher Fest so gedeutet, dass das Volk als ganzes dargestellt wird und einzelne Personen, die teilgenommen haben, nicht genannt werden, wie z. B. Siebenpfeiffer. Im Kaiserreich hatte das Volk wenige Mitbestimmungsrechte. Deswegen wurde dieser Text aus der Perspektive der Regierung geschrieben, als Schulbuchtext verwendet; und es intendiert, dass die Regierung dem Volk versucht habe ausschließlich die Werte des Reiches bzw. der konstitutionellen Monarchie zu vermitteln, nicht aber die liberalen Werte, die auf dem Hambacher Fest vertreten waren. Da der Text die Rede von Siebenpfeiffer nicht explizit erwähnt, werden die Lernenden nicht genau informiert, wieso die Burschenschaften und Journalisten damals das Hambacher Fest, zunächst als „Constitutionsfest“ angekündigt, gefeiert haben. Dies sorgt dafür, dass die Schüler die diesen Text lesen nicht die Gründe und Ursachen für die Feier des Hambacher Festes kennen lernten. Der Autor erwähnt unpräzise, welche Teile der Gesellschaft teilgenommen haben. Andere Teilnehmergruppen, wie z. B. die teilnehmenden Studenten wurden laut dem Schulbuchtext von Anhängern Siebenpfeiffers manipuliert.
Die Forderung nach der Einheit des Hambacher Festes sei durch das deutsche Kaiserreich bereits erfüllt. Weitere Ereignisse werden nur schemenhaft erwähnt, damit das Volk nicht nachvollziehen könne, dass auch Demokratie, Freiheit und Gleichberechtigung auf dem Hambacher Fest gefordert wurde, die es im Kaiserreich nicht im Sinne der liberalen Ideen gab.

#### Weimarer Republik
In dem Schulbuchtext zum Hambacher Fest aus dem Jahre 1922 veröffentlicht in Aus der Geschichte der Völker wird das Hambacher Fest als ein glorreiches und wichtiges Ereignis dargestellt. Im Text werden vor allem die Redner, die ausländischen Verbündeten und die Teilnehmer des Festes, insbesondere Frauen, Journalisten, Studenten und Schriftsteller erwähnt. Es wird ausnahmslos als ein positives Ereignis beschrieben. Außerdem wird es als Nacherzählung wiedergegeben, welche das Ereignis nicht neutral beschreibt.
Die Autoren beurteilen einige Redebeiträge, wie den von Johann Georg August Wirth. Neben der Wertung einiger Ansprachen stellen sie den, von Karl Brüggemann erwähnten, Anspruch auf Elsass-Lothringen als problematisch dar. Dies sei eine provokante Forderung, da sowohl Deutschland als auch Frankreich das Land für sich beanspruchten.
Sie betiteln das Fest allgemein als großen Erfolg, in welchem die Grundwerte gefordert wurden, auf welchen die erste parlamentarische Demokratie in Deutschland beruhte.

#### Zeit des Nationalsozialismus
Das Geschichtsbuch für die deutsche Jugend, das 1940 in Leipzig erschien, handelt unter anderem von der Nationalliberalen Bewegung des Hambacher Festes aus nationalsozialistischer Perspektive. Die nationalliberale Bewegung zu der Zeit des Hambacher Festes 1832 wird auf den nationalen Gedanken beschränkt und der Liberalismus wird kritisiert. Nach dem nationalen Gedanken gäbe es einen idealen Mann, welcher „seine ganze Kraft dem Staat widmet“, sich für ein geeintes Volk einsetzt und gegensätzlich dazu wird das Judentum dargestellt, welches die Verkörperung des Liberalismus sei. Der Liberalismus wolle den Staat entmachten und stelle daher eine Gefahr dar. Dem Judentum wird unterstellt, dass sie die Bewegung instrumentalisieren, um selbst an die Macht zu gelangen. Auch Frankreich wird als räuberischer Feind angesehen, dessen Niederlage beim Wartburgfest zelebriert wurde. Im Gegensatz zum Wartburgfest, welches rein durch nationale Gedanken geprägt worden sei, würde beim Hambacher Fest auch der liberale Gedanke ausgedrückt. Dieser stehe über dem nationalen Gedanken und sei damit als Gefahr zu deuten.

#### DDR
Im Schulbuch Lehrbuch für den Geschichtsunterricht eines Autorenkollektivs vom Volk und Wissen Verlag aus dem Jahr 1952 in Berlin Ost, wurden die Ideen des Hambacher Festes als fortschrittlich und positiv gedeutet. Es werden vor allem Arbeiter als Personengruppen dargestellt, die eine wichtige Rolle in der DDR gespielt haben. Es werden nur deutsche Redner zitiert, wie zum Beispiel Dr. Wirth oder Siebenpfeiffer. Außerdem werden Wörter wie „leidenschaftlich“ oder „jubelnd“ verwendet, was auch die positive Einstellung verdeutlicht.
Durch das Zitat „der Tag wird kommen“ wird die Sehnsucht nach deutscher Einheit klar, da Deutschland zur Zeit der DDR in zwei Blöcke geteilt war. Verfassungsbewegung und Liberalismus wurden unterstützt, da das Volk durch die vorherige Diktatur gezeichnet war.
Das Hambacher Fest wurde in der Zeit der DDR als Vorbild für die folgenden Wiedervereinigungsbemühungen gesehen. Deswegen erkennt man in der Quelle immer wieder eine positive Einstellung zu den Forderungen des Hambacher Festes.

### Jubiläen
Im Vorfeld des fünfzigjährigen Jubiläums 1882 kam es zu Querelen, weil über die Einordnung des Festes zwischen Sozialdemokraten, Liberalen und Monarchisten ein Streit entbrannte. Das Bezirksamt Neustadt verbot daraufhin in Sorge um die öffentliche Ordnung sämtliche Veranstaltungen. Öffentliche Resonanz fand das von der Gendarmerie verhinderte Hissen einer roten Fahne auf dem Hambacher Schloss durch den Sozialdemokraten Franz Josef Ehrhart.
Die Hundertjahrfeiern 1932 organisierte der Verkehrsverein Neustadt und die Arbeitsgemeinschaft der pfälzischen Presse. Protestanten der pfälzischen Nationalsozialisten störten die Veranstaltung. Diese diffamierten den seinerzeitigen Ehrengast des Hambacher Festes Carl Ludwig Börne mit antisemitischen Hetzparolen. Die Rede zum Gedenktag hielt der spätere Bundespräsident Theodor Heuss, da der eigentlich vorgesehene Karl Alexander von Müller erkrankt war.
Das 125. Jubiläum 1957 nutzte die junge Bundesrepublik Deutschland, um die demokratischen Prinzipien zu betonen. Die Landesregierung von Rheinland-Pfalz gestaltete am 26. Mai 1957 eine Gedenkstunde, in deren Verlauf die Politiker August Wolters, Peter Altmeier, Max Becker und Carlo Schmid das Wort ergriffen. Letzterer setzte sich 1969 für den Ausbau des Schlosses zu einem „Denkmal der deutschen Demokratie“ ein.
Vor den Feiern zur 150. Wiederkehr 1982 schloss die rheinland-pfälzische Landesregierung alle anderen politischen Kräfte von der Planung aus. Auf Betreiben von Ministerpräsident Bernhard Vogel (CDU) sollte die Schlossruine mit Millionenaufwand zu einer „Dokumentationsstätte zur Geschichte des Hambacher Festes“ gemacht werden. Zu diesem Zweck wurde das Schloss restauriert und ausgebaut, ferner das Außengelände auf dem Schlossberg hergerichtet.
Die Bundesrepublik Deutschland brachte am 5. Mai 1982 durch die Deutsche Bundespost eine Sonderbriefmarke 150 Jahre Hambacher Fest zu 50 Pfennig heraus (Michel-Nummer 1130). Dies entsprach dem damaligen Porto für eine Postkarte.
Am 21. März 1998 kam im Hambacher Schloss zur Erinnerung an die Deutsche Revolution 1848/1849 und mit Blick auf die Deutsche Wiedervereinigung 1989 in Anwesenheit der Präsidentin des Deutschen Bundestages Rita Süssmuth eine Kantate zur Uraufführung, in der Melodie-Motive des Deutschlandliedes mit Teilen der früheren DDR-Hymne „Auferstanden aus Ruinen“ verwoben wurden.
Der Auftakt der Feierlichkeiten zum 175. Jubiläum des Festes beinhaltete am 1. April 2007 erstmals den Hambacher-Schloss-Marathon, der mit 2200 Teilnehmern von Neustadt hinauf zum Schloss und über verschiedene Weindörfer zurück nach Neustadt führte. Hauptredner des Festaktes am 27. Mai 2007 war der ehemalige Bundespräsident Richard von Weizsäcker. Bereits am 11. Mai 2007 war beim Mundartwettbewerb Dannstadter Höhe das Gedicht von Albert H. Keil Nuff uffs Schloss (pfälzisch für „Hinauf aufs Schloss“) mit einem Preis ausgezeichnet worden. Am 19. Juni 2007 zogen mehr als 11.000 pfälzische Schülerinnen und Schüler auf der überlieferten Route von Neustadt bzw. von Kirrweiler hinauf aufs Schloss und feierten dort das vom Bezirksverband Pfalz organisierte Hambacher Fest der Jugend.
In seiner Rede anlässlich des 180. Jahrestages 2012 betonte der Präsident des Europäischen Parlaments, Martin Schulz (SPD), die Bedeutung des Hambacher Festes für die Freiheit der Rede und der Presse und wider die Zensur. Er bezeichnete die damaligen Teilnehmer als Träumer von einem „konföderierten Europa“, einem „Europa der Völker“, und nahm mit der Forderung „Freiheit, Einheit und Europa“ analogen Bezug auf den Wortlaut der Transparente. Diese seien „schon“ bei dem Festzug im Jahr 1832 getragen worden.

### Gesellschaften, Stiftungen und Preisverleihungen

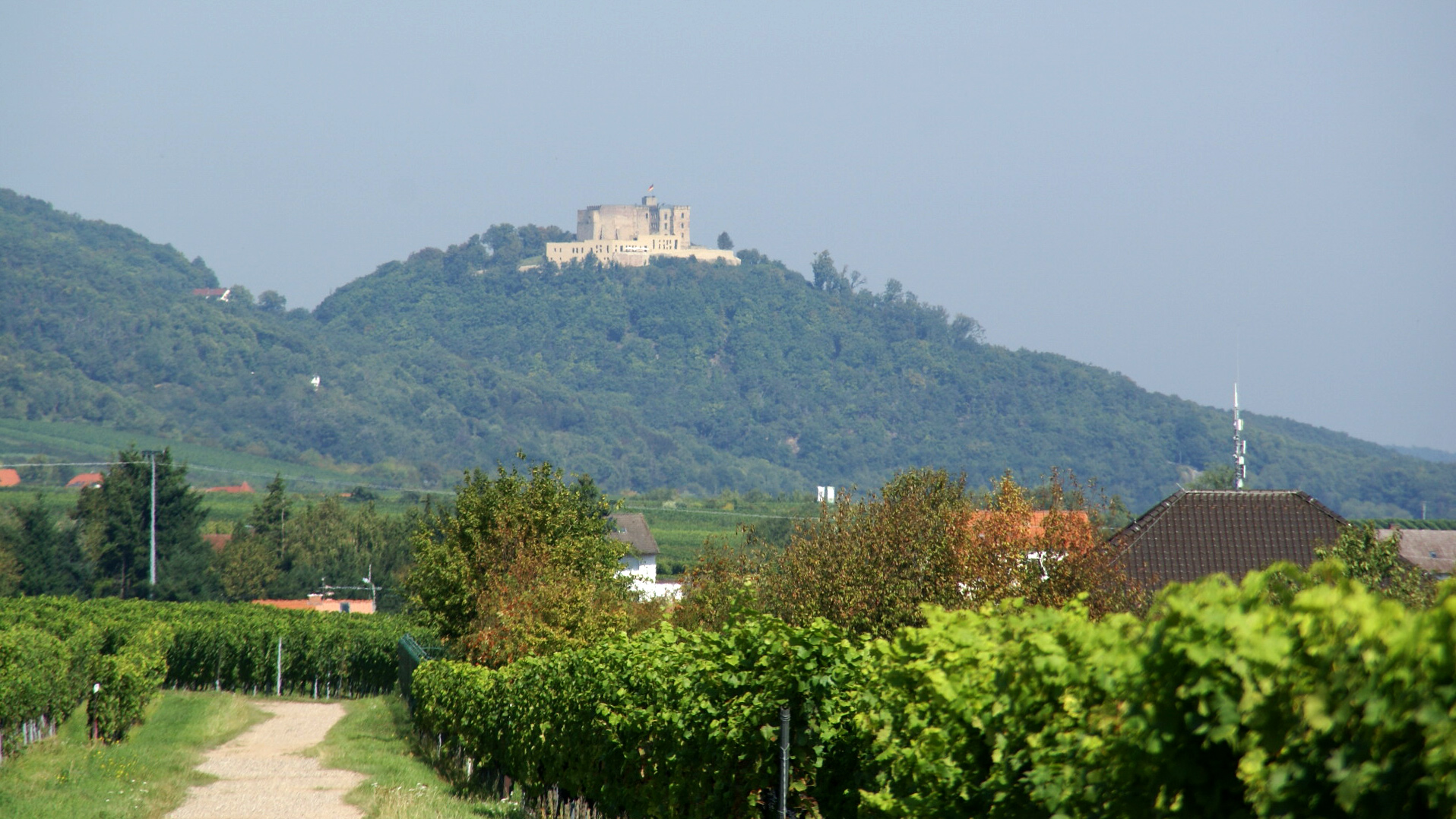
Hambacher Schloss auf dem Schlossberg

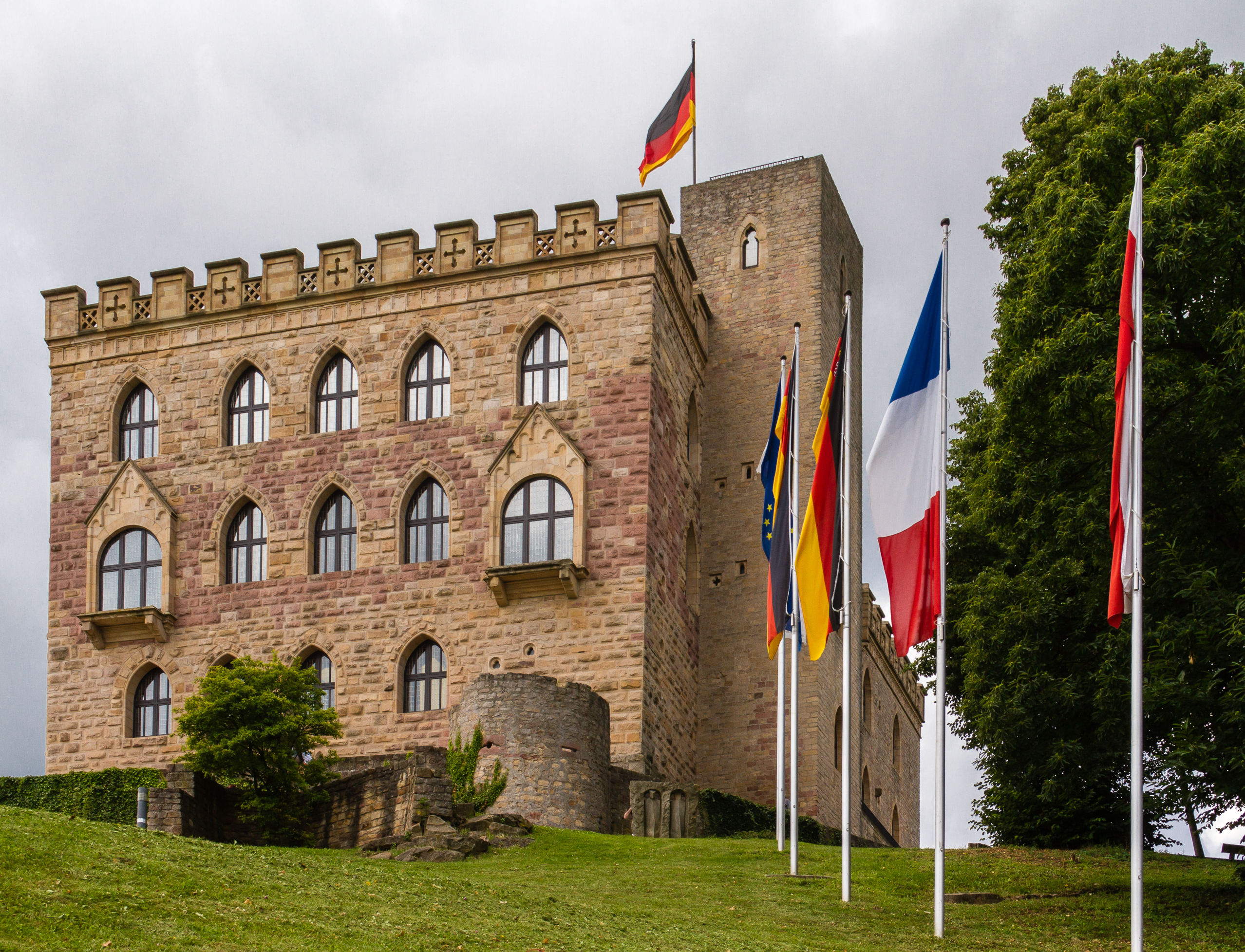
Hambacher Schloss, Ostseite

1986 wurde die „Hambach-Gesellschaft für historische Forschung und politische Bildung e. V.“ mit dem Ziel, das Andenken an das Hambacher Fest zu fördern, gegründet. Sie gibt Jahrbücher heraus und organisiert Vorträge, Podiumsgespräche, Ausstellungen, künstlerische Darbietungen sowie Exkursionen.
Neben dieser bewahrt die Stiftung Hambacher Schloss das Gedenken seit 2002. Ihre Aufgabe ist der Erhalt und die Pflege des Hambacher Schlosses als „bedeutende Stätte für die Entwicklung der Demokratie in Deutschland und die europäische Zusammenarbeit“. Die Stifter waren das Land Rheinland-Pfalz, der Bezirksverband Pfalz, der Landkreis Bad Dürkheim, die Stadt Neustadt an der Weinstraße und die Beauftragten der Bundesregierung für Kultur und Medien des deutschen Bundestages.
Eingedenk der Leistungen von Personen, die auch Teilnehmer des Hambacher Festes waren, stifteten verschiedene Organisationen drei Preise:
- Seit 1987 verleiht die Philipp-Jakob-Siebenpfeiffer-Stiftung den Siebenpfeiffer-Preis an Journalisten, die sich – ohne Rücksicht auf Karriere oder finanzielle Vorteile – durch Veröffentlichungen in Presse, Rundfunk und Fernsehen Verdienste erworben haben.[119]
- Seit 1993 wird jährlich von der Ludwig-Börne-Stiftung der Ludwig-Börne-Preis in der Frankfurter Paulskirche an deutschsprachige Autoren verliehen, die im Bereich des Essays, der Kritik und der Reportage Hervorragendes geleistet haben.[120]
- Seit 2009 verleiht die Akademie für Neue Medien in Kulmbach den Johann-Georg-August-Wirth-Preis an Personen, die sich besonders verdient machen um die Aus- und Weiterbildung des publizistischen Nachwuchses.[121]

## Gegenwart

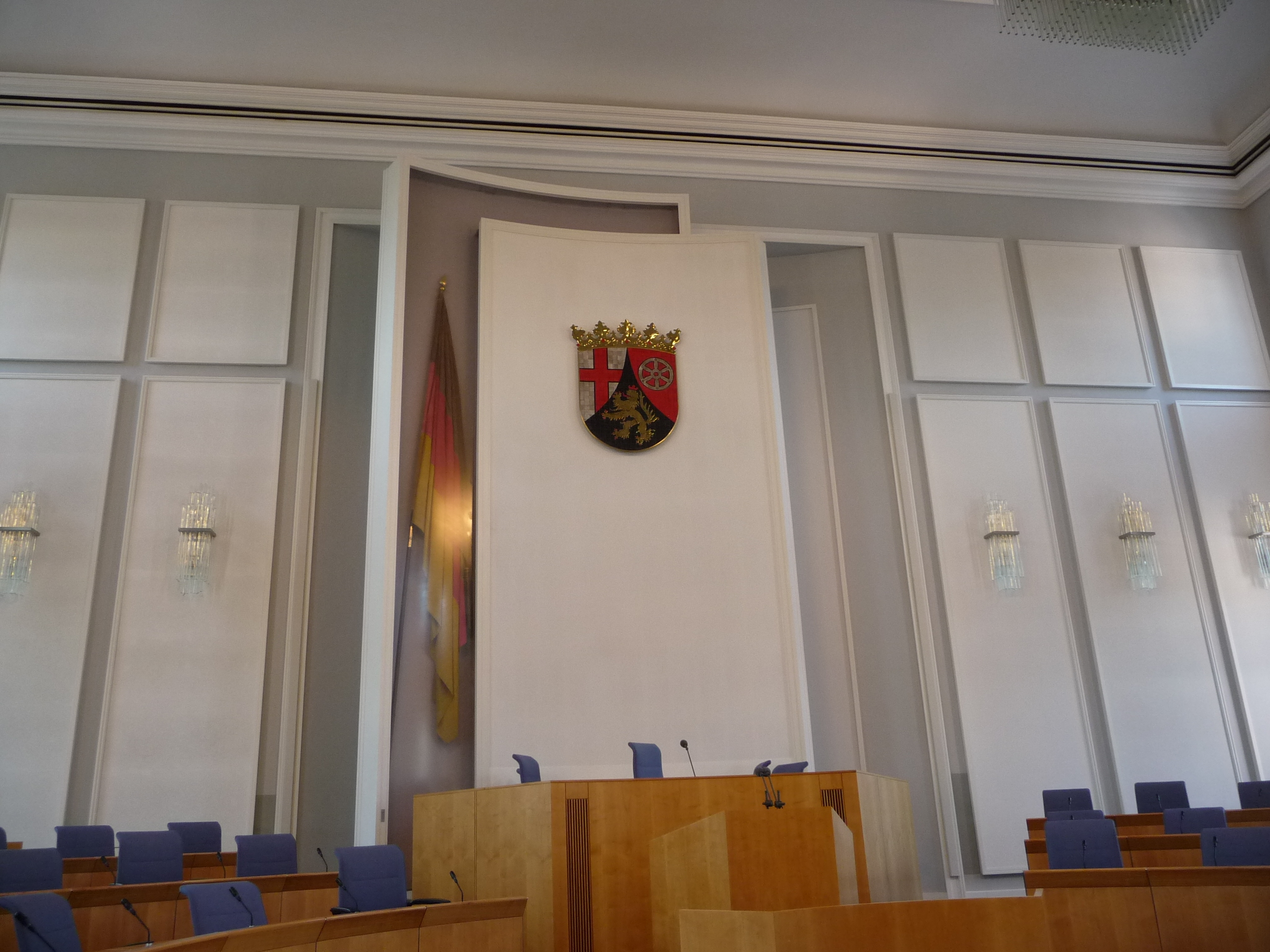
Plenarsaal des Rheinland-Pfälzischen Landtags mit einer Fahne des Hambacher Festes links neben dem Landeswappen

Das Schloss ist als deutsches Freiheitssymbol eine Station der 2007 eingerichteten Straße der Demokratie, die von Frankfurt bis nach Lörrach führt. Es ist Museum und Tagungsstätte mit rund 200.000 Besuchern pro Jahr. Ganzjährig finden im Schloss Veranstaltungen und Empfänge des Landes Rheinland-Pfalz, des Landkreises Bad Dürkheim sowie der Stadt Neustadt an der Weinstraße statt.
In einer Dauerausstellung im Schloss sind Fahnen, eine Druckerpresse und zeitgenössische Dokumente zu besichtigen. Eine der schwarz-rot-goldenen Fahnen des Hambacher Festes hängt im Plenarsaal des Rheinland-Pfälzischen Landtags im Deutschhaus zu Mainz. Eine weitere hing im Großen Sitzungssaal des Bundesverfassungsgerichts in Karlsruhe; sie wurde konserviert und durch eine neue Fahne ersetzt.
Im Mai 2018 und im Juni 2019 fanden vor Ort Veranstaltungen unter dem Namen Neues Hambacher Fest statt, die an die Tradition des Hambacher Fests von 1832 anknüpfen sollten. Sie wurden von Max Otte, dem Vorsitzenden des Kuratoriums der AfD-nahen Desiderius-Erasmus-Stiftung organisiert. Die Veranstaltungen sind politisch und gesellschaftlich umstritten.

### Übergreifendes
- Hans-Werner Hahn, Helmut Berding: Reformen, Restauration und Revolution 1806–1848/49 (= Handbuch der Deutschen Geschichte. Band 14). Klett-Cotta, 2009, ISBN 978-3-608-60014-8 (eingeschränkte Vorschau in der Google-Buchsuche).
- Hans-Ulrich Wehler: Deutsche Gesellschaftsgeschichte 1815–1845/49. 4. Auflage. C.H. Beck’sche Verlagsbuchhandlung (Oscar Beck), München 2005, ISBN 3-406-32262-X (eingeschränkte Vorschau in der Google-Buchsuche).

### Darstellungen
- Lutz Frisch: Deutschlands Wiedergeburt. Neustadter Bürger und das Hambacher Fest 1832. Bezirksgruppe Neustadt im Historischen Verein der Pfalz, Neustadt an der Weinstr. 2012, ISBN 978-3-00-037610-8.
- Joachim Kermann, Gerhard Nestler, Dieter Schiffmann (Hrsg.): Freiheit, Einheit und Europa. Das Hambacher Fest von 1832 – Ursachen, Ziele und Wirkungen. Verlag Pro Message, Ludwigshafen 2006, ISBN 3-934845-22-3.
- Helmut Gembries: 175 Jahre Hambacher Fest. Hrsg.: Hambach-Gesellschaft für Historische Forschung und Politische Bildung e. V. Hambach-Gesellschaft für Historische Forschung und Politische Bildung, Neustadt an der Weinstrasse 2006.
- Joachim Kermann: Harro Harring, die Burschenschaften und das Hambacher Fest. Das Burschenschaftsmotiv in seinem Drama „Der deutsche Mai“. In: Helmut Asmus (Hrsg.): Studentische Burschenschaften und bürgerliche Umwälzung. Zum 175. Jahrestag des Wartburgfestes. Akademieverlag, Berlin 1992, ISBN 3-05-001889-5, S. 197–217.
- Cornelia Foerster: Der Preß- und Vaterlandsverein von 1832/33. Sozialstruktur und Organisationsformen der bürgerlichen Bewegung in der Zeit des Hambacher Festes (= Trierer Historische Forschungen. Band 3). Trier 1982.
- Hedwig Brüchert, Stiftung Hambacher Schloss: Hinauf, hinauf zum Schloss! Das Hambacher Fest 1832. Begleitbuch zur Ausstellung im Hambacher Schloss. Neustadt an der Weinstraße 2008, ISBN 978-3-00-026772-7.
- Kultusministerium Rheinland-Pfalz (Hrsg.): 1832–1982. Hambacher Fest. Freiheit und Einheit, Deutschland und Europa. Neustadt an der Weinstraße 1982, ISBN 3-87524-034-0 (Katalog zur Ausstellung des Landes Rheinland-Pfalz zum 150-jährigen Jubiläum des Hambacher Festes. Hambacher Schloss, 18. Mai bis 19. September 1982).
- Adam Sahrmann: Beiträge zur Geschichte des Hambacher Festes 1832. Landau in der Pfalz 1930 (Neuauflage Vaduz 1978).
- Veit Valentin: Das Hambacher Nationalfest. Berlin 1932 (Neuauflage Vaduz 1977).

## Originalquellen
1. ↑  Heinrich Remigius Sauerländer: Der aufrichtige und wohlerfarene Schweizer Bote. Band 29. Heinrich Remigius Sauerländer, Aarau 1832, S. 91 (in Der Bayrische Volksfreund).
2. 1 2  Johann Georg August Wirth: Das Nationalfest der Deutschen zu Hambach. Neustadt 1832, S. 4 (Vorschau in der Google-Buchsuche).
3. ↑  Johann Georg August Wirth: Das Nationalfest der Deutschen zu Hambach. Neustadt 1832, S. 5 ff. (Vorschau in der Google-Buchsuche).
4. 1 2  Johann Georg August Wirth: Das Nationalfest der Deutschen zu Hambach. Neustadt 1832, S. 7 f. (Vorschau in der Google-Buchsuche).
5. ↑  Benjamin Krebs: Darlegung der Haupt-Resultate aus den wegen der revolutionären Complotte der neueren Zeit in Deutschland geführten Untersuchungen. Bundes-Präsidial-Druckerei, Frankfurt am Main 1838, S. 23 (eingeschränkte Vorschau in der Google-Buchsuche).
6. 1 2  Johann Georg August Wirth: Das Nationalfest der Deutschen zu Hambach. Neustadt 1832, S. 11 f. (Vorschau in der Google-Buchsuche).
7. ↑  Benjamin Krebs: Darlegung der Haupt-Resultate aus den wegen der revolutionären Complotte der neueren Zeit in Deutschland geführten Untersuchungen. Bundes-Präsidial-Druckerei, Frankfurt am Main 1838, S. 23 (eingeschränkte Vorschau in der Google-Buchsuche).
8. ↑  Johann Georg August Wirth: Das Nationalfest der Deutschen zu Hambach. Neustadt 1832, S. 14 (Vorschau in der Google-Buchsuche).
9. ↑  Johann Georg August Wirth: Das Nationalfest der Deutschen zu Hambach. Neustadt 1832, S. 29 (Vorschau in der Google-Buchsuche).
10. ↑  Johann Georg August Wirth: Das Nationalfest der Deutschen zu Hambach. Neustadt 1832, S. 34 (Vorschau in der Google-Buchsuche).
11. ↑  Johann Georg August Wirth: Das Nationalfest der Deutschen zu Hambach. Neustadt 1832, S. 41 (Vorschau in der Google-Buchsuche).
12. 1 2  Johann Georg August Wirth: Das Nationalfest der Deutschen zu Hambach. Neustadt 1832, S. 48 (Vorschau in der Google-Buchsuche).
13. ↑  Johann Georg August Wirth: Das Nationalfest der Deutschen zu Hambach. Neustadt 1832, S. 54 (Vorschau in der Google-Buchsuche).
14. ↑  Benjamin Krebs: Darlegung der Haupt-Resultate aus den wegen der revolutionären Complotte der neueren Zeit in Deutschland geführten Untersuchungen. Bundes-Präsidial-Druckerei, Frankfurt am Main 1838, S. 25 (eingeschränkte Vorschau in der Google-Buchsuche).
15. ↑  Benjamin Krebs: Darlegung der Haupt-Resultate aus den wegen der revolutionären Complotte der neueren Zeit in Deutschland geführten Untersuchungen. Bundes-Präsidial-Druckerei, Frankfurt am Main 1838, S. 26 (eingeschränkte Vorschau in der Google-Buchsuche).
16. 1 2  Johann Georg August Wirth: Das Nationalfest der Deutschen zu Hambach. Neustadt 1832, S. 94 (Vorschau in der Google-Buchsuche).
17. ↑  Benjamin Krebs: Darlegung der Haupt-Resultate aus den wegen der revolutionären Complotte der neueren Zeit in Deutschland geführten Untersuchungen. Bundes-Präsidial-Druckerei, Frankfurt am Main 1838, S. 23 (eingeschränkte Vorschau in der Google-Buchsuche).
18. ↑  Benjamin Krebs: Darlegung der Haupt-Resultate aus den wegen der revolutionären Complotte der neueren Zeit in Deutschland geführten Untersuchungen. Bundes-Präsidial-Druckerei, Frankfurt am Main 1838, S. 27 (eingeschränkte Vorschau in der Google-Buchsuche).
19. ↑  Franz Xaver Remling: Die Maxburg bei Hambach. Schwan- und Götz’sche Hofbuchhandlung, Mannheim 1844, S. 137 (eingeschränkte Vorschau in der Google-Buchsuche).